# Morti nel 1979

## Gennaio(111)
- 1º gennaio - Arnaldo Fabriani, politico, sindacalista e giornalista italiano (n. 1898)
- 1º gennaio - Il'ja Saulovič Ol'švanger, regista sovietico (n. 1923)
- 2 gennaio - Sidnie Milana Manton, zoologa e ittiologa britannica (n. 1902)
- 3 gennaio - Antonio Amato, imprenditore italiano (n. 1901)
- 3 gennaio - Gilbert Dussier, calciatore lussemburghese (n. 1949)
- 3 gennaio - Carol Holloway, attrice statunitense (n. 1892)
- 3 gennaio - Conrad Hilton, imprenditore statunitense (n. 1887)
- 4 gennaio - Ervin Katnić, calciatore jugoslavo (n. 1921)
- 4 gennaio - Vincent Korda, scenografo ungherese (n. 1897)
- 5 gennaio - Billy Bletcher, attore, doppiatore e sceneggiatore statunitense (n. 1894)
- 5 gennaio - Gabriella Giacobbe, attrice italiana (n. 1923)
- 5 gennaio - Charles Mingus, contrabbassista, pianista e compositore statunitense (n. 1922)
- 6 gennaio - Pietro Berri, medico e musicologo italiano (n. 1901)
- 6 gennaio - Giorgio Colli, filosofo, storico della filosofia e traduttore italiano (n. 1917)
- 6 gennaio - Giulio Marelli, pittore italiano (n. 1907)
- 7 gennaio - Vilma Egresi, canoista ungherese (n. 1936)
- 7 gennaio - Margaret Girvan, nuotatrice britannica (n. 1932)
- 7 gennaio - Thoralf Hagen, canottiere norvegese (n. 1887)
- 7 gennaio - Brunella Gasperini, giornalista e scrittrice italiana (n. 1918)
- 7 gennaio - Ivan Stedman, nuotatore australiano (n. 1895)
- 8 gennaio - Sara Carter, musicista statunitense (n. 1898)
- 8 gennaio - Ugo Ceria, calciatore italiano (n. 1900)
- 8 gennaio - Victor Hubinon, fumettista belga (n. 1924)
- 8 gennaio - Luigi Mallé, storico dell'arte italiano (n. 1920)
- 8 gennaio - Martin Obzina, scenografo statunitense (n. 1905)
- 8 gennaio - Yuen Siu-tien, attore e artista marziale cinese (n. 1912)
- 9 gennaio - Alexander De Svéd, baritono ungherese (n. 1906)
- 9 gennaio - Josef Kuchynka, calciatore cecoslovacco (n. 1894)
- 9 gennaio - Pier Luigi Nervi, ingegnere, imprenditore e architetto italiano (n. 1891)
- 9 gennaio - Leandro Remondini, allenatore di calcio e calciatore italiano (n. 1917)
- 9 gennaio - Robert Sears, schermidore statunitense (n. 1884)
- 9 gennaio - Giovanni Vento, regista, sceneggiatore e critico cinematografico italiano (n. 1927)
- 10 gennaio - Alessandro Frigerio, calciatore svizzero (n. 1914)
- 10 gennaio - Ludwig Gaim, aviatore tedesco (n. 1892)
- 11 gennaio - Filadelfio Aparo, poliziotto italiano (n. 1935)
- 11 gennaio - William Syer Bristowe, naturalista e aracnologo inglese (n. 1901)
- 11 gennaio - Aleksandr Borisovič Stoller, regista cinematografico sovietico (n. 1907)
- 12 gennaio - Alessandro Bermani, politico italiano (n. 1906)
- 12 gennaio - Giovanni Buitoni, imprenditore e politico italiano (n. 1891)
- 12 gennaio - Giovanni Dioguardi, mafioso statunitense (n. 1914)
- 12 gennaio - Icilio Missiroli, saggista, commediografo e politico italiano (n. 1898)
- 12 gennaio - Pete Smith, produttore cinematografico statunitense (n. 1892)
- 13 gennaio - Raffaele Camba, medico e politico italiano (n. 1921)
- 13 gennaio - Lionel Greenstreet, esploratore, marinaio e militare britannico (n. 1889)
- 13 gennaio - Donny Hathaway, cantante e pianista statunitense (n. 1945)
- 13 gennaio - Hugo Hofstad, dirigente sportivo e calciatore norvegese (n. 1904)
- 13 gennaio - Marjorie Lawrence, soprano australiano (n. 1907)
- 13 gennaio - Michele Malaspina, attore e doppiatore italiano (n. 1908)
- 13 gennaio - Sabu Martinez, musicista e percussionista statunitense (n. 1930)
- 13 gennaio - Gustave Wuyts, tiratore di fune e pesista belga (n. 1903)
- 14 gennaio - Tim Graham, attore statunitense (n. 1904)
- 15 gennaio - Paul Conrath, generale tedesco (n. 1896)
- 15 gennaio - Charles W. Morris, semiologo e filosofo statunitense (n. 1901)
- 15 gennaio - Jean-Baptiste Urrutia, arcivescovo cattolico e missionario francese (n. 1901)
- 15 gennaio - Yang Zhongjian, paleontologo cinese (n. 1897)
- 16 gennaio - Ted Cassidy, attore e doppiatore statunitense (n. 1932)
- 16 gennaio - André Couder, astronomo e ottico francese (n. 1897)
- 16 gennaio - Christopher Draper, aviatore, militare e attore britannico (n. 1892)
- 16 gennaio - August Heissmeyer, generale tedesco (n. 1897)
- 16 gennaio - Aristide Pozzali, pugile italiano (n. 1931)
- 16 gennaio - Gioacchino Scaduto, politico e giurista italiano (n. 1898)
- 16 gennaio - Federico Zapelloni, militare italiano (n. 1891)
- 18 gennaio - Claude Allen, astista statunitense (n. 1885)
- 18 gennaio - Anacleto Boccalatte, artigiano e antifascista italiano (n. 1907)
- 18 gennaio - Joe Hansen, politico statunitense (n. 1910)
- 18 gennaio - Gaston Heuet, mezzofondista francese (n. 1892)
- 18 gennaio - Cyril J. Mockridge, compositore britannico (n. 1896)
- 18 gennaio - Valentin Zubkov, attore sovietico (n. 1923)
- 19 gennaio - Daniel-Henri Kahnweiler, mercante d'arte, gallerista e critico d'arte tedesco (n. 1884)
- 19 gennaio - Tuffy Leemans, giocatore di football americano statunitense (n. 1912)
- 19 gennaio - Paul Meurisse, attore francese (n. 1912)
- 20 gennaio - Alessio Bombaci, turcologo e arabista italiano (n. 1914)
- 20 gennaio - Cees Leenheer, pallanuotista olandese (n. 1906)
- 20 gennaio - Billy McCracken, allenatore di calcio e calciatore nordirlandese (n. 1883)
- 20 gennaio - Geppino Volpe, pittore italiano (n. 1900)
- 20 gennaio - Gustav Winckler, cantante danese (n. 1925)
- 21 gennaio - Aleksej Nikolaevič Leont'ev, psicologo sovietico (n. 1903)
- 21 gennaio - Johann Tauscher, pallamanista austriaco (n. 1909)
- 22 gennaio - Umberto Beer, ufficiale italiano (n. 1896)
- 22 gennaio - Carl Miller, attore statunitense (n. 1893)
- 22 gennaio - Domenico Tosi, calciatore italiano (n. 1924)
- 22 gennaio - Ali Hasan Salama, terrorista e militare palestinese (n. 1941)
- 23 gennaio - Innocente Salvini, pittore italiano (n. 1889)
- 23 gennaio - Henning Svensson, allenatore di calcio e calciatore svedese (n. 1891)
- 24 gennaio - Raissa Calza, ballerina, attrice e archeologa ucraina (n. 1894)
- 24 gennaio - Luis Gibert, pallanuotista spagnolo (n. 1903)
- 24 gennaio - Ryszard Piec, calciatore polacco (n. 1913)
- 24 gennaio - Guido Rossa, operaio e sindacalista italiano (n. 1934)
- 24 gennaio - Mabel Taliaferro, attrice statunitense (n. 1887)
- 24 gennaio - Johannes de Klerk, politico sudafricano (n. 1903)
- 25 gennaio - Francesco Cantuti Castelvetri, militare e economista italiano (n. 1904)
- 25 gennaio - Anastasia di Meclemburgo-Schwerin, principessa tedesca (n. 1923)
- 25 gennaio - Agostino Pertusi, filologo classico, grecista e bizantinista italiano (n. 1918)
- 26 gennaio - Mario Francese, giornalista italiano (n. 1925)
- 26 gennaio - Bart McGhee, calciatore statunitense (n. 1899)
- 26 gennaio - Luis Ribera, pentatleta argentino (n. 1929)
- 26 gennaio - Nelson Rockefeller, politico statunitense (n. 1908)
- 27 gennaio - Ramón José Castellano, arcivescovo cattolico argentino (n. 1903)
- 27 gennaio - Gretchen Hartman, attrice statunitense (n. 1897)
- 27 gennaio - Victoria Ocampo, editrice e scrittrice argentina (n. 1890)
- 29 gennaio - Emilio Alessandrini, magistrato italiano (n. 1942)
- 29 gennaio - Marcel Baril, sollevatore francese (n. 1905)
- 29 gennaio - Reginald John Delargey, cardinale neozelandese (n. 1914)
- 29 gennaio - Yusuke Hagihara, astronomo giapponese (n. 1897)
- 30 gennaio - Sofie Castenschiold, tennista danese (n. 1882)
- 30 gennaio - Swede Roos, cestista e allenatore di pallacanestro statunitense (n. 1913)
- 30 gennaio - Giuseppe Spataro, politico e dirigente d'azienda italiano (n. 1897)
- 31 gennaio - Celia Adler, attrice statunitense (n. 1889)
- 31 gennaio - Grant Green, chitarrista e compositore statunitense (n. 1935)
- 31 gennaio - Vittorio Pagano, poeta e scrittore italiano (n. 1919)
- 31 gennaio - Jeff Sutton, scrittore di fantascienza statunitense (n. 1913)

## Febbraio(87)
- 1º febbraio - George Falcke, ginnasta danese (n. 1891)
- 1º febbraio - Mike Kealy, militare britannico (n. 1945)
- 1º febbraio - Abdi İpekçi, giornalista e attivista turco (n. 1929)
- 2 febbraio - Nikolaj Plotnikov, attore sovietico (n. 1897)
- 2 febbraio - Sid Vicious, bassista e cantante britannico (n. 1957)
- 3 febbraio - Mindaugas Šliūpas, cestista lituano (n. 1919)
- 3 febbraio - Joan Standing, attrice inglese (n. 1903)
- 4 febbraio - Imre Harangi, pugile ungherese (n. 1913)
- 5 febbraio - Odd Hoel, calciatore norvegese (n. 1909)
- 5 febbraio - Michael Rohde, calciatore danese (n. 1884)
- 5 febbraio - Grete Rosenberg, nuotatrice tedesca (n. 1896)
- 6 febbraio - Margaret Harwood, astronoma statunitense (n. 1885)
- 6 febbraio - Issa Aleksandrovič Pliev, generale sovietico (n. 1903)
- 7 febbraio - Franz Buxbaum, botanico austriaco (n. 1900)
- 7 febbraio - Cui Wei, attore e regista cinese (n. 1912)
- 7 febbraio - Billy Foulkes, calciatore gallese (n. 1926)
- 7 febbraio - Warren Giles, dirigente sportivo statunitense (n. 1896)
- 7 febbraio - Josef Mengele, medico, militare e criminale di guerra tedesco (n. 1911)
- 7 febbraio - Basso Ragni, pittore italiano (n. 1921)
- 7 febbraio - Charles Seeger, musicologo, compositore e docente statunitense (n. 1886)
- 8 febbraio - Antonio Aranda Mata, generale spagnolo (n. 1888)
- 8 febbraio - Carlo Ciocala, hockeista su pista e allenatore di hockey su pista italiano (n. 1910)
- 8 febbraio - Dennis Gabor, ingegnere, fisico e inventore ungherese (n. 1900)
- 8 febbraio - John Giles, criminale statunitense (n. 1895)
- 8 febbraio - Heinrich Klüver, psicologo tedesco (n. 1897)
- 8 febbraio - Marceau Lherminé, calciatore francese (n. 1910)
- 8 febbraio - František Nejedlý, calciatore cecoslovacco (n. 1907)
- 8 febbraio - Jaroslav Štumpf, calciatore e allenatore di calcio cecoslovacco (n. 1914)
- 8 febbraio - Nikolaj Semënovič Tichonov, scrittore sovietico (n. 1896)
- 9 febbraio - Pierre-André Liégé, religioso e teologo francese (n. 1921)
- 9 febbraio - Allen Tate, poeta e critico letterario statunitense (n. 1899)
- 10 febbraio - Karl von Eberstein, generale tedesco (n. 1894)
- 10 febbraio - Edvard Kardelj, politico, economista e pubblicista sloveno (n. 1910)
- 10 febbraio - Roberto Narducci, architetto e ingegnere italiano (n. 1887)
- 11 febbraio - Thomas Bellamy, attore statunitense (n. 1906)
- 11 febbraio - Lowell Galloway, cestista e allenatore di pallacanestro statunitense (n. 1921)
- 11 febbraio - Gerald Lankester Harding, archeologo e linguista britannico (n. 1901)
- 11 febbraio - Luciano Jona, politico italiano (n. 1897)
- 11 febbraio - Belgrado Pedrini, partigiano, anarchico e scrittore italiano (n. 1913)
- 11 febbraio - Girolamo Piromalli, mafioso italiano (n. 1918)
- 12 febbraio - Lee Lin-Chiu, cantautore taiwanese (n. 1909)
- 12 febbraio - Jean Renoir, regista, sceneggiatore e scrittore francese (n. 1894)
- 14 febbraio - Rinaldo Settembrino, allenatore di calcio e calciatore italiano (n. 1927)
- 14 febbraio - Torkel Trædal, calciatore norvegese (n. 1892)
- 15 febbraio - Vittorio Ugo Colajanni, politico italiano (n. 1896)
- 15 febbraio - Roy D'Amy, fumettista italiano (n. 1923)
- 15 febbraio - George Dunning, animatore canadese (n. 1920)
- 15 febbraio - Louise Lagrange, attrice francese (n. 1898)
- 15 febbraio - Reza Naji, generale iraniano (n. 1923)
- 15 febbraio - Nematollah Nassiri, generale, funzionario e politico iraniano (n. 1910)
- 15 febbraio - Zbigniew Seifert, musicista polacco (n. 1946)
- 15 febbraio - Zdenka Ticharich, pianista, docente e compositrice ungherese (n. 1900)
- 16 febbraio - Louise Allbritton, attrice statunitense (n. 1920)
- 16 febbraio - Pedro Beltrán Espantoso, imprenditore, politico e diplomatico peruviano (n. 1897)
- 16 febbraio - Ugo D'Alessio, attore italiano (n. 1909)
- 16 febbraio - Manouchehr Khosrodad, generale iraniano (n. 1927)
- 16 febbraio - Mehdi Rahimi, generale iraniano (n. 1921)
- 16 febbraio - Henk Steeman, calciatore olandese (n. 1894)
- 16 febbraio - Åke Thelning, cavaliere svedese (n. 1892)
- 16 febbraio - Kristen Vadgaard, ginnasta danese (n. 1886)
- 17 febbraio - William Gargan, attore statunitense (n. 1905)
- 17 febbraio - Giuseppe Pulicari, militare italiano (n. 1933)
- 18 febbraio - Herman von Artens, tennista austriaco (n. 1904)
- 18 febbraio - Letterio Catapano, calciatore italiano (n. 1902)
- 18 febbraio - Gottardo Freschetti, scultore italiano (n. 1906)
- 18 febbraio - Giovanni Poli, regista teatrale italiano (n. 1917)
- 19 febbraio - Elmano Cardim, giornalista brasiliano (n. 1891)
- 19 febbraio - Moritz Jahn, scrittore e poeta tedesco (n. 1884)
- 19 febbraio - Leigh Jason, regista e sceneggiatore statunitense (n. 1904)
- 19 febbraio - Evert Lundquist, calciatore svedese (n. 1900)
- 20 febbraio - Leslie Walter Minter, calciatore inglese (n. 1892)
- 20 febbraio - Nereo Rocco, calciatore e allenatore di calcio italiano (n. 1912)
- 21 febbraio - Waldemar de Brito, calciatore brasiliano (n. 1913)
- 21 febbraio - Waldyr, calciatore brasiliano (n. 1912)
- 21 febbraio - Stefan Mykhailovich Kozik, astronomo russo (n. 1902)
- 21 febbraio - Günther Meinhold, generale tedesco (n. 1889)
- 21 febbraio - Harry C. Schnur, poeta, traduttore e filologo classico tedesco (n. 1907)
- 23 febbraio - Attilio Marcora, calciatore italiano (n. 1899)
- 24 febbraio - Jan Otčenášek, scrittore, drammaturgo e sceneggiatore ceco (n. 1924)
- 25 febbraio - Henrich Focke, ingegnere aeronautico e imprenditore tedesco (n. 1890)
- 25 febbraio - Les Pugh, cestista statunitense (n. 1922)
- 26 febbraio - Pasquale Cecchi, politico italiano (n. 1893)
- 27 febbraio - Michail Semënovič Chozin, generale sovietico (n. 1896)
- 27 febbraio - John Seitz, direttore della fotografia statunitense (n. 1892)
- 28 febbraio - Paul Alverdes, scrittore tedesco (n. 1897)
- 28 febbraio - Aldo Giuseppe Borel, allenatore di calcio e calciatore italiano (n. 1912)
- 28 febbraio - Aristide Coscia, calciatore e allenatore di calcio italiano (n. 1918)

## Marzo(96)
- 1º marzo - Mustafa Barzani, militare, condottiero e politico curdo (n. 1903)
- 1º marzo - Maurice Brianchon, pittore francese (n. 1899)
- 1º marzo - Dolores Costello, attrice statunitense (n. 1903)
- 1º marzo - Stefan Frenkel, violinista e docente polacco (n. 1902)
- 1º marzo - Giuseppe Riva, politico italiano (n. 1894)
- 2 marzo - Per Bjørnø, calciatore norvegese (n. 1927)
- 2 marzo - Vincenzo Cuccia, schermidore italiano (n. 1892)
- 3 marzo - Disma Ferrario, mezzofondista italiano (n. 1899)
- 4 marzo - Gladys McConnell, attrice statunitense (n. 1905)
- 4 marzo - Sergio Morselli, calciatore italiano (n. 1924)
- 4 marzo - Zefferino Tomè, partigiano e politico italiano (n. 1905)
- 5 marzo - Polidoro Benveduti, bibliotecario, archivista e ceramista italiano (n. 1891)
- 5 marzo - Leland John Haworth, fisico statunitense (n. 1904)
- 6 marzo - Géza Kádas, nuotatore ungherese (n. 1926)
- 6 marzo - Charles Wagenheim, attore statunitense (n. 1896)
- 7 marzo - Carlo Cattaneo, matematico e fisico italiano (n. 1911)
- 7 marzo - Francesco Marrajeni, generale, calciatore e scrittore italiano (n. 1889)
- 7 marzo - Renato Natali, pittore italiano (n. 1883)
- 8 marzo - Gérard Blitz, nuotatore e pallanuotista belga (n. 1901)
- 8 marzo - Roland Ducommun, calciatore svizzero (n. 1912)
- 8 marzo - Dick Esser, hockeista su prato olandese (n. 1918)
- 8 marzo - Richard C. Meredith, autore di fantascienza statunitense (n. 1937)
- 9 marzo - Augusto Gaetano Avanzini, calciatore italiano (n. 1896)
- 9 marzo - Dante Conti, operaio e antifascista italiano (n. 1897)
- 9 marzo - Michele Reina, politico italiano (n. 1930)
- 9 marzo - Steve Sekely, regista ungherese (n. 1899)
- 9 marzo - Jean-Marie Villot, cardinale e arcivescovo cattolico francese (n. 1905)
- 10 marzo - Louis Paul Boon, scrittore belga (n. 1912)
- 11 marzo - Beattie Feathers, giocatore di football americano statunitense (n. 1909)
- 11 marzo - Victor Kilian, attore statunitense (n. 1891)
- 11 marzo - Jeanne Leleu, pianista e compositrice francese (n. 1898)
- 11 marzo - Gerhard Stolze, tenore tedesco (n. 1926)
- 12 marzo - Rudolf Wolke, ciclista su strada tedesco (n. 1906)
- 13 marzo - Bartolo Cattafi, poeta e viaggiatore italiano (n. 1922)
- 13 marzo - Mahmoud Jafarian, politico iraniano (n. 1928)
- 13 marzo - Nader Jahanbani, generale e politico iraniano (n. 1928)
- 13 marzo - Georges Laloup, ciclista su strada belga (n. 1903)
- 13 marzo - Gerard Loncke, ciclista su strada e pistard belga (n. 1905)
- 13 marzo - Parviz Nikkhah, politico iraniano (n. 1939)
- 14 marzo - Will Mastin, ballerino e cantante statunitense (n. 1878)
- 14 marzo - Guido Montauti, pittore italiano (n. 1918)
- 15 marzo - Léonide Massine, coreografo, ballerino e attore russo (n. 1896)
- 15 marzo - Alexandre Parodi, politico francese (n. 1901)
- 15 marzo - Michael Siegel, avvocato tedesco (n. 1882)
- 16 marzo - Giuseppe Berti, politico italiano (n. 1901)
- 16 marzo - Dany Dauberson, cantante e attrice francese (n. 1925)
- 16 marzo - Eduardo Di Giovanni, avvocato e politico italiano (n. 1875)
- 16 marzo - François Gangloff, ginnasta francese (n. 1898)
- 16 marzo - Aage Meyer, lottatore danese (n. 1904)
- 16 marzo - Jean Monnet, politico francese (n. 1888)
- 16 marzo - Carmen de Icaza, scrittrice e giornalista spagnola (n. 1899)
- 17 marzo - Giacomo Corona, politico italiano (n. 1908)
- 17 marzo - Giacomo Lauri-Volpi, tenore italiano (n. 1892)
- 17 marzo - Tetsuo Ōba, allenatore di pallacanestro giapponese (n. 1903)
- 17 marzo - Carlo Pischianz, calciatore italiano (n. 1922)
- 18 marzo - Marjorie Daw, attrice statunitense (n. 1902)
- 19 marzo - Lucien Andriot, direttore della fotografia francese (n. 1892)
- 19 marzo - Manlio Busoni, attore e doppiatore italiano (n. 1907)
- 19 marzo - Guido Duo, calciatore e allenatore di calcio italiano (n. 1907)
- 19 marzo - Joseph J. Hunaerts, astronomo belga (n. 1912)
- 19 marzo - Ida Rolf, biochimica e docente statunitense (n. 1896)
- 20 marzo - Henri Hell, cestista francese (n. 1911)
- 20 marzo - Winton C. Hoch, direttore della fotografia statunitense (n. 1905)
- 20 marzo - Ángel Mariscal, calciatore spagnolo (n. 1904)
- 20 marzo - Mino Pecorelli, giornalista, avvocato e scrittore italiano (n. 1928)
- 20 marzo - John Tremayne Babington, aviatore e militare britannico (n. 1891)
- 21 marzo - Ėval'd Vasil'evič Il'enkov, filosofo sovietico (n. 1924)
- 22 marzo - Theo Aaldering, sollevatore tedesco (n. 1920)
- 22 marzo - Enrico De Angeli, ingegnere italiano (n. 1900)
- 22 marzo - Walter Legge, produttore discografico britannico (n. 1906)
- 22 marzo - Ben Lyon, attore, regista e produttore cinematografico statunitense (n. 1901)
- 23 marzo - Teresio Bercellino, calciatore e allenatore di calcio italiano (n. 1910)
- 23 marzo - Philip Bourneuf, attore statunitense (n. 1908)
- 23 marzo - Antonio Brosa, violinista spagnolo (n. 1894)
- 23 marzo - Paul Demiéville, sinologo e orientalista svizzero (n. 1894)
- 23 marzo - Alexander Comstock Kirk, diplomatico statunitense (n. 1888)
- 23 marzo - Walter Schachtitz, pallanuotista austriaco (n. 1887)
- 24 marzo - Vittorio Bonadè Bottino, architetto italiano (n. 1889)
- 24 marzo - Anton Heiller, organista, compositore e direttore d'orchestra austriaco (n. 1923)
- 24 marzo - Yvonne Mitchell, attrice britannica (n. 1915)
- 25 marzo - Andreas Rinkel, arcivescovo vetero-cattolico olandese (n. 1889)
- 26 marzo - Ugo La Malfa, politico italiano (n. 1903)
- 26 marzo - Guido Pincheri, politico e antifascista italiano (n. 1899)
- 26 marzo - Jean Stafford, scrittrice statunitense (n. 1915)
- 27 marzo - Amelia Podetti, scrittrice, filosofa e docente argentina (n. 1928)
- 28 marzo - Giuseppe Annese, scrittore italiano (n. 1932)
- 28 marzo - Giulio Cisari, illustratore italiano (n. 1892)
- 28 marzo - Emmett Kelly, circense statunitense (n. 1898)
- 29 marzo - Henri Anspach, schermidore belga (n. 1882)
- 29 marzo - Yahya Petra di Kelantan, sovrano malese (n. 1917)
- 30 marzo - Hans Liesche, altista tedesco (n. 1891)
- 30 marzo - Umberto Melnati, attore italiano (n. 1897)
- 30 marzo - Airey Neave, militare, politico e agente segreto britannico (n. 1916)
- 30 marzo - José María Velasco Ibarra, politico ecuadoriano (n. 1893)
- 30 marzo - Ray Ventura, cantante e compositore francese (n. 1908)
- 31 marzo - Paul Engebretsen, giocatore di football americano statunitense (n. 1910)

## Aprile(91)
- 1º aprile - Gennadij Komnatov, ciclista su strada sovietico (n. 1949)
- 1º aprile - Barbara Luddy, doppiatrice e attrice statunitense (n. 1908)
- 2 aprile - Leo Trovati, calciatore italiano (n. 1912)
- 3 aprile - Giuseppe Perrone Capano, politico e avvocato italiano (n. 1898)
- 3 aprile - Amelia Piccinini, pesista e lunghista italiana (n. 1917)
- 3 aprile - Erich Rademacher, nuotatore e pallanuotista tedesco (n. 1901)
- 3 aprile - Moriaki Shimizu, generale e diplomatico giapponese (n. 1896)
- 4 aprile - Joseph Alcazar, calciatore francese (n. 1911)
- 4 aprile - Edgar Buchanan, attore statunitense (n. 1903)
- 4 aprile - Philippe Stern, storico dell'arte francese (n. 1895)
- 4 aprile - Zulfiqar Ali Bhutto, politico pakistano (n. 1928)
- 5 aprile - Wang Yunwu, linguista e politico cinese (n. 1888)
- 6 aprile - David Armitage Bannerman, ornitologo britannico (n. 1886)
- 6 aprile - Solomon Mahlangu, attivista sudafricano (n. 1956)
- 6 aprile - Sergej Ivanovič Splošnov, regista cinematografico sovietico (n. 1907)
- 6 aprile - Thorleif Tharaldsen, calciatore norvegese (n. 1893)
- 6 aprile - Norman Tokar, regista, sceneggiatore e produttore cinematografico statunitense (n. 1919)
- 7 aprile - Bruno Apitz, scrittore e sceneggiatore tedesco (n. 1900)
- 7 aprile - Amir-Abbas Hoveyda, economista e politico iraniano (n. 1919)
- 7 aprile - Marcel Jouhandeau, scrittore francese (n. 1888)
- 8 aprile - Eric Dodds, filologo classico, antropologo e grecista irlandese (n. 1893)
- 8 aprile - Breece D'J Pancake, scrittore statunitense (n. 1952)
- 8 aprile - Josef Stangl, vescovo cattolico tedesco (n. 1907)
- 9 aprile - Amir Hossein Rabii, generale e politico iraniano (n. 1930)
- 9 aprile - Fusatarō Teshima, generale giapponese (n. 1889)
- 9 aprile - Johannes Baptist Hubert Theunissen, arcivescovo cattolico olandese (n. 1905)
- 10 aprile - James Clement Dunn, diplomatico statunitense (n. 1890)
- 10 aprile - Eugenio Miozzi, ingegnere italiano (n. 1889)
- 10 aprile - Nino Rota, compositore italiano (n. 1911)
- 11 aprile - Mohamed Ali Akid, calciatore tunisino (n. 1949)
- 11 aprile - Leonid Fёdorovič Bykov, attore e regista sovietico (n. 1928)
- 11 aprile - Ugo D'Andrea, giornalista, saggista e politico italiano (n. 1893)
- 11 aprile - Pietro Dal Pozzo, partigiano e politico italiano (n. 1898)
- 11 aprile - Ali Hojjat Kashani, generale e politico iraniano (n. 1919)
- 11 aprile - Abbas Ali Khalatbari, politico e diplomatico iraniano (n. 1912)
- 11 aprile - Mohammad Taghi Majidi, generale iraniano (n. 1911)
- 11 aprile - Nasser Moghaddam, generale e agente segreto iraniano (n. 1921)
- 11 aprile - Ali Neshat, generale iraniano (n. 1923)
- 11 aprile - Gholamreza Nikpey, politico iraniano (n. 1927)
- 11 aprile - Hassan Pakravan, funzionario e generale iraniano (n. 1911)
- 11 aprile - Abdollah Riazi, politico iraniano (n. 1905)
- 12 aprile - Karl Anton, regista, sceneggiatore e produttore cinematografico ceco (n. 1898)
- 12 aprile - Leopold Horace Ognall, scrittore e giornalista scozzese (n. 1908)
- 12 aprile - Christiane Reimann, infermiera danese (n. 1888)
- 13 aprile - Fred Worrall, calciatore inglese (n. 1910)
- 14 aprile - Vittorio Beonio Brocchieri, politologo, giornalista e scrittore italiano (n. 1902)
- 14 aprile - Rudolf Jugert, regista tedesco (n. 1907)
- 15 aprile - Friedrich-Wilhelm Hauck, generale tedesco (n. 1897)
- 15 aprile - Harry Meyen, attore, regista e doppiatore tedesco (n. 1924)
- 15 aprile - Leonard Mociulschi, generale rumeno (n. 1889)
- 15 aprile - Giuseppe Romeo, politico italiano (n. 1904)
- 15 aprile - Alba Rosa Viëtor, violinista, pianista e compositrice italiana (n. 1889)
- 15 aprile - Josef Tomášek, nuotatore e pallanuotista cecoslovacco (n. 1904)
- 16 aprile - Maria Caniglia, soprano italiano (n. 1905)
- 16 aprile - Anatolij Charlampiev, judoka russo (n. 1906)
- 17 aprile - Paolo Barison, calciatore italiano (n. 1936)
- 17 aprile - Chuck Osborne, cestista statunitense (n. 1939)
- 17 aprile - Yukio Tsuda, calciatore giapponese (n. 1917)
- 18 aprile - Leandro Gómez Harley, cestista e ostacolista uruguaiano (n. 1902)
- 18 aprile - Jullan Kindahl, attrice e cantante svedese (n. 1885)
- 18 aprile - Alberto Pincherle, storico italiano (n. 1894)
- 18 aprile - Pedro Suárez, calciatore argentino (n. 1908)
- 19 aprile - Wilhelm Bittrich, generale tedesco (n. 1894)
- 19 aprile - Antonio Centa, attore italiano (n. 1907)
- 19 aprile - Bruno Jacoponi, calciatore italiano (n. 1895)
- 19 aprile - August Sackenheim, calciatore tedesco (n. 1905)
- 20 aprile - Dutch Dehnert, cestista e allenatore di pallacanestro statunitense (n. 1898)
- 20 aprile - Corrado Fatta, storico italiano (n. 1903)
- 21 aprile - Guido Ferroni, pittore italiano (n. 1888)
- 21 aprile - Pëtr Nikolaevič Pospelov, politico e storico sovietico (n. 1898)
- 22 aprile - Amedeo Biavati, calciatore e allenatore di calcio italiano (n. 1915)
- 23 aprile - Augusto Zanzi, ciclista su strada italiano (n. 1904)
- 24 aprile - Augusto Adam, militare e partigiano italiano (n. 1910)
- 24 aprile - John Carroll, attore statunitense (n. 1906)
- 24 aprile - Leopold Ludwig, direttore d'orchestra austriaco (n. 1908)
- 24 aprile - Beppe Mojetta, compositore, direttore d'orchestra e arrangiatore italiano (n. 1905)
- 24 aprile - Max Romih, scacchista italiano (n. 1893)
- 25 aprile - Svend Jensen, calciatore danese (n. 1905)
- 26 aprile - Lucio Mastronardi, scrittore italiano (n. 1930)
- 26 aprile - Antonio Monni, avvocato e politico italiano (n. 1895)
- 27 aprile - Celal Atik, lottatore turco (n. 1920)
- 27 aprile - Willibald Schmaus, calciatore austriaco (n. 1912)
- 27 aprile - Gheorghe Vrănceanu, matematico rumeno (n. 1900)
- 28 aprile - Felix Labunski, compositore, pianista e docente statunitense (n. 1892)
- 28 aprile - Spartaco Majani, arbitro di calcio italiano (n. 1896)
- 28 aprile - Karel Senecký, calciatore cecoslovacco (n. 1919)
- 28 aprile - Ugo Spirito, filosofo italiano (n. 1896)
- 29 aprile - Fred Coe, regista e produttore televisivo statunitense (n. 1914)
- 30 aprile - Jaap Bulder, calciatore olandese (n. 1896)
- 30 aprile - Paul Massing, sociologo e agente segreto tedesco (n. 1902)
- 30 aprile - Sante Pollastri, criminale e anarchico italiano (n. 1899)

## Maggio(90)
- 1º maggio - Bronisław Gimpel, violinista e insegnante statunitense (n. 1911)
- 1º maggio - Hans Hecker, generale tedesco (n. 1895)
- 1º maggio - Taisto Mäki, mezzofondista finlandese (n. 1910)
- 1º maggio - Sérgio Paranhos Fleury, ufficiale brasiliano (n. 1933)
- 2 maggio - Giulio Natta, ingegnere chimico italiano (n. 1903)
- 2 maggio - Goliardo Padova, pittore italiano (n. 1909)
- 3 maggio - Erin O'Brien-Moore, attrice statunitense (n. 1902)
- 4 maggio - Mario Piave, attore italiano (n. 1940)
- 5 maggio - Bertie Fulton, calciatore nordirlandese (n. 1906)
- 5 maggio - Hilda Heinemann, tedesca (n. 1896)
- 5 maggio - Rudolf Pfeiffer, filologo classico e grecista tedesco (n. 1889)
- 5 maggio - Allene Ray, attrice statunitense (n. 1901)
- 6 maggio - Milton Ager, compositore statunitense (n. 1893)
- 6 maggio - Rosemary LaPlanche, modella statunitense (n. 1923)
- 6 maggio - Karl Wilhelm Reinmuth, astronomo tedesco (n. 1892)
- 7 maggio - Heinz Reinefarth, generale e criminale di guerra tedesco (n. 1903)
- 7 maggio - Sven Utterström, fondista svedese (n. 1901)
- 7 maggio - Axel Wikström, fondista svedese (n. 1907)
- 8 maggio - Mohammad Reza Ameli Tehrani, politico e medico iraniano (n. 1927)
- 8 maggio - Julia Codesido, pittrice e insegnante peruviana (n. 1883)
- 8 maggio - Gholamreza Kianpour, politico iraniano (n. 1928)
- 8 maggio - Georges Lampin, regista, sceneggiatore e attore francese (n. 1901)
- 8 maggio - Talcott Parsons, sociologo statunitense (n. 1902)
- 8 maggio - Javad Saeed, politico iraniano (n. 1923)
- 8 maggio - Victor Saville, regista, sceneggiatore e produttore cinematografico britannico (n. 1895)
- 9 maggio - Antonio Bacchetti, allenatore di calcio e calciatore italiano (n. 1923)
- 9 maggio - Francesco Borello, calciatore italiano (n. 1902)
- 9 maggio - Habib Elghanian, imprenditore e filantropo iraniano (n. 1912)
- 9 maggio - Eddie Jefferson, cantante statunitense (n. 1918)
- 9 maggio - Gabriel Ramanantsoa, generale e politico malgascio (n. 1906)
- 10 maggio - Antun Augustinčić, scultore croato (n. 1900)
- 10 maggio - István Bibó, avvocato e politico ungherese (n. 1911)
- 10 maggio - Hans Bjerrum, hockeista su prato danese (n. 1899)
- 10 maggio - Charles Frankel, filosofo, diplomatico e docente statunitense (n. 1917)
- 10 maggio - Ita Rina, attrice jugoslava (n. 1907)
- 11 maggio - Joan Chandler, attrice statunitense (n. 1923)
- 11 maggio - Barbara Hutton, socialite statunitense (n. 1912)
- 11 maggio - Carlo Ravasio, politico, poeta e giornalista italiano (n. 1897)
- 11 maggio - Chris Rosenberg, mafioso statunitense (n. 1950)
- 12 maggio - Pietro Gallinotti, liutaio italiano (n. 1885)
- 12 maggio - Mirko Manzotti, medico, politico e funzionario italiano (n. 1909)
- 12 maggio - Leonardantonio Sforza, politico italiano (n. 1899)
- 13 maggio - Predrag Đajić, calciatore jugoslavo (n. 1922)
- 13 maggio - Ileana Sărăroiu, cantante rumena (n. 1936)
- 14 maggio - Zvonimir Cimermančić, calciatore jugoslavo (n. 1917)
- 14 maggio - Josef Kitzmüller, calciatore austriaco (n. 1912)
- 14 maggio - Viktor Novikov, gesuita russo (n. 1905)
- 14 maggio - Heinz Pollay, cavaliere tedesco (n. 1908)
- 14 maggio - Jean Rhys, scrittrice britannica (n. 1890)
- 15 maggio - Giuseppe Brancale, scrittore italiano (n. 1925)
- 15 maggio - Luigi Savini, attore e direttore del doppiaggio italiano (n. 1891)
- 15 maggio - Elemér Somfay, multiplista ungherese (n. 1898)
- 15 maggio - Curtis Stevens, bobbista statunitense (n. 1898)
- 16 maggio - William Stephen Finsen, astronomo sudafricano (n. 1905)
- 16 maggio - Robert Florey, sceneggiatore, regista e attore francese (n. 1900)
- 16 maggio - Luigi Gallino, calciatore italiano (n. 1901)
- 16 maggio - Max Niederbacher, calciatore tedesco (n. 1899)
- 16 maggio - Asa Philip Randolph, sindacalista e attivista statunitense (n. 1889)
- 16 maggio - Alberto Tedeschi, giornalista, editore e traduttore italiano (n. 1908)
- 17 maggio - Donyale Luna, supermodella e attrice statunitense (n. 1945)
- 18 maggio - Volodymyr Ivasjuk, cantautore, compositore e poeta sovietico (n. 1949)
- 18 maggio - Paul Southwell, politico nevisiano (n. 1913)
- 19 maggio - Sigfrid Lundberg, ciclista su strada svedese (n. 1895)
- 19 maggio - Ed Souza, calciatore statunitense (n. 1921)
- 19 maggio - Carlo Trabucco, giornalista, scrittore e politico italiano (n. 1898)
- 21 maggio - Blue Mitchell, trombettista statunitense (n. 1930)
- 22 maggio - Henri Guissou, politico e diplomatico burkinabé (n. 1910)
- 22 maggio - Kurt Jooss, ballerino e coreografo tedesco (n. 1901)
- 23 maggio - Badr al-Muluk, principessa persiana (n. 1897)
- 23 maggio - Francesco Giorgio Bettiol, politico e antifascista italiano (n. 1897)
- 23 maggio - Nora Dumas, fotografa ungherese (n. 1890)
- 23 maggio - Romualdas Murauskas, pugile sovietico (n. 1934)
- 24 maggio - Jan Arvan, attore statunitense (n. 1913)
- 24 maggio - André Luguet, attore, regista e sceneggiatore francese (n. 1892)
- 25 maggio - Jadwiga Głażewska, cestista, pallamanista e discobola polacca (n. 1914)
- 25 maggio - Amedeo Gordini, operaio italiano (n. 1899)
- 25 maggio - Philippe Halsman, fotografo statunitense (n. 1906)
- 25 maggio - Wibs Kautz, cestista statunitense (n. 1915)
- 25 maggio - Hans-Ullrich Sandig, astronomo tedesco (n. 1909)
- 26 maggio - George Brent, attore irlandese (n. 1899)
- 26 maggio - Tom Herron, pilota motociclistico britannico (n. 1948)
- 27 maggio - Bolesław Habowski, calciatore polacco (n. 1914)
- 28 maggio - Frank Fredrickson, hockeista su ghiaccio e allenatore di hockey su ghiaccio canadese (n. 1885)
- 28 maggio - Henry Johansson, hockeista su ghiaccio svedese (n. 1897)
- 28 maggio - Consuelo de Saint-Exupéry, artista e scrittrice salvadoregna (n. 1901)
- 29 maggio - Marino Facchin, pugile italiano (n. 1913)
- 29 maggio - Mary Pickford, attrice e produttrice cinematografica canadese (n. 1892)
- 29 maggio - Gerald Tucker, cestista e allenatore di pallacanestro statunitense (n. 1922)
- 30 maggio - Nicola De Simone, calciatore italiano (n. 1954)
- 31 maggio - Franco Colella, pittore italiano (n. 1900)

## Giugno(103)
- 1º giugno - John Barry, scenografo britannico (n. 1935)
- 1º giugno - Bruto Brivonesi, ammiraglio italiano (n. 1888)
- 1º giugno - Werner Forssmann, medico tedesco (n. 1904)
- 1º giugno - Giuseppe Antonio Giancane, politico italiano (n. 1911)
- 1º giugno - Ján Kadár, regista slovacco (n. 1918)
- 1º giugno - Jack Mulhall, attore statunitense (n. 1887)
- 1º giugno - Eric Partridge, lessicografo neozelandese (n. 1894)
- 2 giugno - Emil Boyson, scrittore, poeta e traduttore norvegese (n. 1897)
- 2 giugno - Robert Carson, attore canadese (n. 1909)
- 2 giugno - Jim Hutton, attore statunitense (n. 1934)
- 2 giugno - Sokrátis Karantinós, regista, critico teatrale e attore greco (n. 1906)
- 2 giugno - Alfred Lanzon, pallanuotista maltese (n. 1916)
- 2 giugno - Bernard Ouchard, archettaio francese (n. 1925)
- 3 giugno - Gladys del Estal, attivista venezuelana (n. 1956)
- 3 giugno - Gino Meneghel, medico, scrittore e partigiano italiano (n. 1909)
- 3 giugno - Arno Schmidt, scrittore e traduttore tedesco (n. 1914)
- 3 giugno - Mario Vitali, bobbista italiano (n. 1914)
- 4 giugno - Sigrid Fick, tennista finlandese (n. 1887)
- 4 giugno - Jan Koželuh, tennista cecoslovacco (n. 1904)
- 4 giugno - Aldo Pomini, criminale e scrittore italiano (n. 1913)
- 4 giugno - Herman Shumlin, regista statunitense (n. 1898)
- 4 giugno - Riccardo Tornabuoni, calciatore italiano (n. 1903)
- 5 giugno - Benigno Di Tullio, psichiatra e antropologo italiano (n. 1896)
- 5 giugno - Heinz Erhardt, attore, cabarettista e compositore tedesco (n. 1909)
- 5 giugno - Giovanni Farina, politico italiano (n. 1892)
- 5 giugno - Alvaro Gasparini, allenatore di calcio e calciatore italiano (n. 1938)
- 6 giugno - André Beaudin, pittore e scultore francese (n. 1895)
- 6 giugno - Jack Haley, attore statunitense (n. 1898)
- 7 giugno - Asa Earl Carter, scrittore e attivista statunitense (n. 1925)
- 7 giugno - Giuseppe Berti, politico, docente e antifascista italiano (n. 1899)
- 7 giugno - Enrico Mara, ciclista su strada italiano (n. 1912)
- 7 giugno - Modesto Valle, calciatore italiano (n. 1893)
- 8 giugno - Engelbert Bösch, calciatore svizzero (n. 1912)
- 8 giugno - Joseph Colomb, presbitero, filosofo e teologo francese (n. 1902)
- 8 giugno - Reinhard Gehlen, generale tedesco (n. 1902)
- 8 giugno - Magnar Isaksen, calciatore norvegese (n. 1910)
- 8 giugno - Norman Hartnell, stilista inglese (n. 1901)
- 9 giugno - Romolo Lazzaretti, ciclista su strada italiano (n. 1896)
- 9 giugno - Cyclone Taylor, hockeista su ghiaccio canadese (n. 1884)
- 10 giugno - Leo Bruce, scrittore britannico (n. 1903)
- 10 giugno - Salvatore Foderaro, giurista e politico italiano (n. 1908)
- 10 giugno - Giuseppe Vasco Vian, scultore e pittore italiano (n. 1895)
- 11 giugno - Jean-Louis Bory, scrittore, giornalista e critico cinematografico francese (n. 1919)
- 11 giugno - Gianfranco Campestrini, pittore italiano (n. 1901)
- 11 giugno - Guido De Unterrichter, politico italiano (n. 1903)
- 11 giugno - Escodamè, artista italiano (n. 1905)
- 11 giugno - Loren Murchison, velocista statunitense (n. 1898)
- 11 giugno - Charles Riddy, canottiere canadese (n. 1885)
- 11 giugno - John Wayne, attore, produttore cinematografico e regista statunitense (n. 1907)
- 12 giugno - Alekos Apostolidīs, cestista greco
- 12 giugno - Giuseppe Capra, calciatore italiano (n. 1902)
- 12 giugno - Juan Castro, calciatore argentino (n. 1934)
- 12 giugno - Constant Joacim, calciatore belga (n. 1908)
- 12 giugno - Ernesto Lomasti, alpinista italiano (n. 1959)
- 12 giugno - Angelo Lualdi, scultore italiano (n. 1881)
- 12 giugno - Ferenc Nagy, politico ungherese (n. 1903)
- 13 giugno - Darla Hood, attrice statunitense (n. 1931)
- 13 giugno - Demetrio Stratos, cantante, polistrumentista e musicologo greco (n. 1945)
- 14 giugno - Igor' Zacharovič Bondarevskij, scacchista sovietico (n. 1913)
- 14 giugno - David Butler, regista, attore e produttore cinematografico statunitense (n. 1894)
- 14 giugno - Aleksandr Aleksandrovič Morozov, generale e ingegnere sovietico (n. 1904)
- 14 giugno - Toivo Pawlo, attore svedese (n. 1917)
- 14 giugno - Sun Jing, regista, attore e sceneggiatore cinese (n. 1912)
- 15 giugno - Juan Arremón, calciatore uruguaiano (n. 1899)
- 15 giugno - Laurie Bird, attrice statunitense (n. 1952)
- 15 giugno - Guglielmo Borgo, calciatore e allenatore di calcio italiano (n. 1906)
- 15 giugno - Giovanni De Prà, calciatore italiano (n. 1900)
- 15 giugno - Werner Kaegi, storico svizzero (n. 1901)
- 15 giugno - Teruo Nakamura, militare giapponese (n. 1919)
- 16 giugno - Ignatius Kutu Acheamphong, politico e generale ghanese (n. 1931)
- 16 giugno - Akwasi Afrifa, politico e generale ghanese (n. 1936)
- 16 giugno - Eldo Cavalleri, calciatore italiano (n. 1906)
- 16 giugno - Nicholas Ray, regista e sceneggiatore statunitense (n. 1911)
- 17 giugno - Nando Coletti, pittore, incisore e litografo italiano (n. 1907)
- 17 giugno - Alessandro Costantinides, pianista italiano (n. 1898)
- 17 giugno - Vigo Meulengracht Madsen, ginnasta danese (n. 1889)
- 17 giugno - Tesourinha, calciatore brasiliano (n. 1921)
- 18 giugno - Henry Vollam Morton, giornalista e scrittore britannico (n. 1892)
- 19 giugno - Nick Grinde, regista e sceneggiatore statunitense (n. 1893)
- 21 giugno - Angus MacLise, musicista e poeta statunitense (n. 1938)
- 21 giugno - Dino Terragni, imprenditore e inventore italiano (n. 1927)
- 22 giugno - Louis Chiron, pilota automobilistico monegasco (n. 1899)
- 22 giugno - Wiard Ihnen, scenografo statunitense (n. 1897)
- 23 giugno - Domenico Nardini, fotografo italiano (n. 1895)
- 24 giugno - István Örkény, scrittore ungherese (n. 1912)
- 24 giugno - Lessing J. Rosenwald, imprenditore, collezionista d'arte e filantropo statunitense (n. 1891)
- 24 giugno - Guglielmo Sandri, militare e fotografo italiano (n. 1905)
- 25 giugno - Dave Fleischer, animatore, produttore cinematografico e regista statunitense (n. 1894)
- 25 giugno - Alexander Key, scrittore statunitense (n. 1904)
- 25 giugno - Ferruccio Scaglia, direttore d'orchestra italiano (n. 1921)
- 25 giugno - William O. Steele, scrittore statunitense (n. 1917)
- 26 giugno - Afrânio da Costa, tiratore a segno brasiliano (n. 1892)
- 26 giugno - Fred Akuffo, politico e generale ghanese (n. 1937)
- 26 giugno - Robert Kotei, politico, generale e altista ghanese (n. 1935)
- 28 giugno - Paul Dessau, direttore d'orchestra tedesco (n. 1894)
- 29 giugno - Lowell George, chitarrista statunitense (n. 1945)
- 29 giugno - Vilho Niittymaa, discobolo, martellista e pesista finlandese (n. 1896)
- 29 giugno - Francis Wilfred de Guingand, generale britannico (n. 1900)
- 29 giugno - Blas de Otero, poeta spagnolo (n. 1916)
- 30 giugno - Lorenzo Bellafontana, liutaio italiano (n. 1906)
- 30 giugno - William Birrell Franke, politico statunitense (n. 1894)
- 30 giugno - Carl Hubbs, naturalista statunitense (n. 1894)
- 30 giugno - Chris Taylor, wrestler e lottatore statunitense (n. 1950)

## Luglio(110)
- 1º luglio - Eduard Bargheer, pittore e incisore tedesco (n. 1901)
- 1º luglio - Vsevolod Bobrov, allenatore di calcio, calciatore e hockeista su ghiaccio sovietico (n. 1922)
- 1º luglio - Vico Consorti, scultore italiano (n. 1902)
- 1º luglio - Albano Nucciotti, fantino italiano (n. 1915)
- 2 luglio - Anton Kaltenberger, bobbista austriaco (n. 1904)
- 2 luglio - Larisa Efimovna Šepit'ko, regista sovietica (n. 1938)
- 2 luglio - Carlyle Smith Beals, astronomo canadese (n. 1899)
- 3 luglio - Nicola De Pirro, dirigente pubblico e giornalista italiano (n. 1898)
- 3 luglio - Louis Durey, compositore francese (n. 1888)
- 3 luglio - François Kollar, fotografo francese (n. 1904)
- 3 luglio - Alfredo Menichelli, attore teatrale e attore cinematografico italiano (n. 1900)
- 4 luglio - Theodora Kroeber, scrittrice e antropologa statunitense (n. 1897)
- 4 luglio - Aurel Rădulescu, calciatore rumeno (n. 1953)
- 4 luglio - Marjorie Rhodes, attrice britannica (n. 1897)
- 4 luglio - Mendy Rudolph, arbitro di pallacanestro statunitense (n. 1926)
- 4 luglio - Lee Wai Tong, calciatore e allenatore di calcio cinese (n. 1905)
- 4 luglio - Florimond Vanhalme, calciatore e allenatore di calcio belga (n. 1895)
- 5 luglio - Émile Dewoitine, ingegnere francese (n. 1892)
- 5 luglio - Rolf Holmberg, calciatore norvegese (n. 1914)
- 6 luglio - Antonio María Barbieri, cardinale e arcivescovo cattolico uruguaiano (n. 1892)
- 6 luglio - Max Beier, entomologo e aracnologo austriaco (n. 1903)
- 6 luglio - Angelo Costa, allenatore di pallavolo italiano (n. 1918)
- 6 luglio - Luisa Guidotti Mistrali, medico e missionaria italiana (n. 1932)
- 6 luglio - Van McCoy, musicista, produttore discografico e cantautore statunitense (n. 1940)
- 6 luglio - Marino Moretti, poeta, romanziere e drammaturgo italiano (n. 1885)
- 6 luglio - Elizabeth Ryan, tennista statunitense (n. 1892)
- 8 luglio - Tommaso Landolfi, scrittore, poeta e traduttore italiano (n. 1908)
- 8 luglio - Shin'ichirō Tomonaga, fisico giapponese (n. 1906)
- 8 luglio - Michael Wilding, attore britannico (n. 1912)
- 8 luglio - Robert Burns Woodward, chimico statunitense (n. 1917)
- 9 luglio - Ermanno Donati, produttore cinematografico italiano (n. 1920)
- 9 luglio - Adolphus Peter Elkin, presbitero e antropologo australiano (n. 1891)
- 9 luglio - Noemi Gabrielli, storica dell'arte, museologa e funzionaria italiana (n. 1901)
- 9 luglio - Cornelia Otis Skinner, attrice e scrittrice statunitense (n. 1899)
- 10 luglio - Arthur Fiedler, direttore d'orchestra statunitense (n. 1894)
- 11 luglio - Giorgio Ambrosoli, avvocato italiano (n. 1933)
- 11 luglio - Jean Gutweniger, ginnasta svizzero (n. 1892)
- 12 luglio - Georgij Michajlovič Beriev, ingegnere e generale sovietico (n. 1903)
- 12 luglio - John Slessor, generale e aviatore britannico (n. 1897)
- 12 luglio - Carmine Galante, mafioso statunitense (n. 1910)
- 12 luglio - Sakineh Ghasemi, imprenditrice iraniana
- 12 luglio - Minnie Riperton, cantautrice statunitense (n. 1947)
- 13 luglio - Italo Defendi, calciatore e allenatore di calcio italiano (n. 1895)
- 13 luglio - Corinne Griffith, attrice, produttrice cinematografica e scrittrice statunitense (n. 1894)
- 13 luglio - Amedeo Grillo, pugile italiano (n. 1901)
- 13 luglio - Juraj Neidhardt, architetto e urbanista jugoslavo (n. 1901)
- 13 luglio - Antonio Varisco, carabiniere italiano (n. 1927)
- 14 luglio - Pedro Flores, compositore portoricano (n. 1894)
- 14 luglio - Santos Urdinarán, calciatore uruguaiano (n. 1900)
- 14 luglio - Giuseppe Volta, calciatore italiano (n. 1903)
- 15 luglio - Gustavo Díaz Ordaz, politico messicano (n. 1911)
- 15 luglio - Juana de Ibarbourou, poetessa e scrittrice uruguaiana (n. 1895)
- 15 luglio - Bengt Ljungquist, schermidore e cavaliere svedese (n. 1912)
- 16 luglio - Orfeo Amadò, architetto svizzero (n. 1908)
- 16 luglio - Alfred Deller, controtenore e direttore di coro britannico (n. 1912)
- 16 luglio - Bob Douglas, cestista, allenatore di pallacanestro e dirigente sportivo statunitense (n. 1882)
- 16 luglio - James Francis Louis McIntyre, cardinale e arcivescovo cattolico statunitense (n. 1886)
- 16 luglio - Olof Sköldberg, tiratore a segno svedese (n. 1910)
- 17 luglio - Edward Akufo-Addo, politico ghanese (n. 1906)
- 17 luglio - Xavier Bueno, pittore spagnolo (n. 1915)
- 17 luglio - Ernesto Del Giudice, agronomo e politico italiano (n. 1906)
- 18 luglio - Enrico Migliavacca, allenatore di calcio e calciatore italiano (n. 1901)
- 18 luglio - Rita Montagnana, politica italiana (n. 1895)
- 18 luglio - Johann Nikuradse, ingegnere e fisico georgiano (n. 1894)
- 18 luglio - Serafino Santambrogio, ciclista su strada italiano (n. 1914)
- 19 luglio - Guglielmo Segato, ciclista su strada italiano (n. 1906)
- 20 luglio - Herbert Butterfield, storico e filosofo britannico (n. 1900)
- 20 luglio - Antonio Lazzari, geologo italiano (n. 1905)
- 21 luglio - Fausto Boni, calciatore e medico italiano (n. 1897)
- 21 luglio - Elia IV, libanese (n. 1914)
- 21 luglio - Boris Giuliano, militare italiano (n. 1930)
- 21 luglio - Ludwig Renn, scrittore tedesco (n. 1889)
- 21 luglio - Eugene Vinaver, letterato russo (n. 1899)
- 22 luglio - J.V. Cain, giocatore di football americano statunitense (n. 1951)
- 22 luglio - Kathleen Case, attrice statunitense (n. 1933)
- 22 luglio - Tony Galento, pugile statunitense (n. 1910)
- 22 luglio - Reuben Leon Kahn, immunologo lituano (n. 1887)
- 22 luglio - Sándor Kocsis, calciatore ungherese (n. 1929)
- 22 luglio - Stein Rokkan, politologo e sociologo norvegese (n. 1921)
- 23 luglio - Giovanni Battista Ansoldi, imprenditore e produttore discografico italiano (n. 1916)
- 23 luglio - Joseph Kessel, giornalista e scrittore francese (n. 1898)
- 23 luglio - Rina Massardi, cantante, attrice e regista italiana (n. 1897)
- 23 luglio - Al McIntosh, giornalista statunitense (n. 1905)
- 24 luglio - Giuseppe D'Avack, arcivescovo cattolico e scrittore italiano (n. 1899)
- 24 luglio - Archie Duncan, attore scozzese (n. 1914)
- 24 luglio - Albert Hersoy, ginnasta francese (n. 1895)
- 24 luglio - Edwin Lanham, sceneggiatore e scrittore statunitense (n. 1904)
- 24 luglio - Antonín Moudrý, calciatore cecoslovacco (n. 1905)
- 24 luglio - Edward Stachura, poeta, scrittore e cantautore polacco (n. 1937)
- 25 luglio - Luigi Cunsolo, scrittore, poeta e traduttore italiano (n. 1884)
- 25 luglio - Dora Gatta, soprano italiano (n. 1928)
- 25 luglio - Bohumil Joska, calciatore cecoslovacco (n. 1907)
- 25 luglio - Littorio Sampieri, ginnasta italiano (n. 1927)
- 26 luglio - Virginia Brissac, attrice statunitense (n. 1883)
- 26 luglio - Ugo Giacomozzi, direttore d'orchestra italiano (n. 1897)
- 26 luglio - Zuhayr Muhsin, guerrigliero palestinese (n. 1936)
- 26 luglio - Carlo Rizzo, attore italiano (n. 1907)
- 27 luglio - Antonio Cerotti, calciatore argentino (n. 1901)
- 27 luglio - Ettore Manni, attore italiano (n. 1927)
- 27 luglio - Shirley Mason, attrice statunitense (n. 1900)
- 27 luglio - Henri Saint Cyr, cavaliere svedese (n. 1902)
- 28 luglio - George Seaton, regista, sceneggiatore e produttore cinematografico statunitense (n. 1911)
- 28 luglio - Frederick Stafford, attore austriaco (n. 1928)
- 29 luglio - Giulio Falzoni, pittore italiano (n. 1900)
- 29 luglio - Norma Koch, costumista statunitense (n. 1898)
- 29 luglio - Herbert Marcuse, filosofo, sociologo e politologo tedesco (n. 1898)
- 30 luglio - Primo Gregori, politico italiano (n. 1932)
- 31 luglio - Ivo Coccia, avvocato, politico e antifascista italiano (n. 1891)
- 31 luglio - José Della Torre, allenatore di calcio e calciatore argentino (n. 1906)
- 31 luglio - Frede Hansen, ginnasta danese (n. 1897)

## Agosto(95)
- 1º agosto - Li Ji, archeologo cinese (n. 1896)
- 1º agosto - Gaspare Pasta, pentatleta e dirigente sportivo italiano (n. 1893)
- 1º agosto - Jone Romano, attrice italiana (n. 1898)
- 1º agosto - Aldo Turchetti, medico italiano (n. 1909)
- 2 agosto - Víctor Raúl Haya de la Torre, politico peruviano (n. 1895)
- 2 agosto - Maria Adelaide di Savoia-Genova, principessa italiana (n. 1904)
- 3 agosto - Renato Bottacini, dirigente sportivo, allenatore di calcio e calciatore italiano (n. 1901)
- 3 agosto - Renato Fasano, compositore, pianista e direttore d'orchestra italiano (n. 1902)
- 3 agosto - Bertil Ohlin, economista e politico svedese (n. 1899)
- 3 agosto - Alfredo Ottaviani, cardinale e arcivescovo cattolico italiano (n. 1890)
- 3 agosto - Enrico Sala, ciclista su strada italiano (n. 1891)
- 4 agosto - Ivar Johansson, lottatore svedese (n. 1903)
- 5 agosto - Christine Böhm, attrice austriaca (n. 1954)
- 5 agosto - Fred Karger, compositore e musicista statunitense (n. 1916)
- 5 agosto - Charles Simons, calciatore belga (n. 1906)
- 6 agosto - Maria Giacchino Cusenza, pianista e compositrice italiana (n. 1898)
- 6 agosto - Kurt Kasznar, attore austriaco (n. 1913)
- 6 agosto - Feodor Felix Konrad Lynen, biochimico tedesco (n. 1911)
- 6 agosto - Plinio Martini, scrittore e insegnante svizzero (n. 1923)
- 6 agosto - Wando Persia, calciatore e allenatore di calcio italiano (n. 1913)
- 7 agosto - Leonida Bertucci, calciatore e allenatore di calcio italiano (n. 1896)
- 7 agosto - Anita Farra, attrice e sceneggiatrice italiana (n. 1905)
- 7 agosto - Hazel Keener, attrice statunitense (n. 1904)
- 9 agosto - Walter O'Malley, dirigente sportivo statunitense (n. 1903)
- 9 agosto - Charles Spinasse, politico francese (n. 1893)
- 9 agosto - Raymond Washington, criminale statunitense (n. 1953)
- 10 agosto - Diego Calcagno, poeta, giornalista e sceneggiatore italiano (n. 1901)
- 10 agosto - Luigi Cavasonza, calciatore italiano (n. 1886)
- 10 agosto - Dick Foran, attore statunitense (n. 1910)
- 10 agosto - Walther Gerlach, fisico tedesco (n. 1889)
- 10 agosto - Régis Lepreux, sollevatore francese (n. 1913)
- 10 agosto - Ángel León, tiratore a segno spagnolo (n. 1907)
- 10 agosto - John Joseph Wright, cardinale statunitense (n. 1909)
- 11 agosto - Michail An, calciatore sovietico (n. 1952)
- 11 agosto - James Gordon Farrell, scrittore britannico (n. 1935)
- 11 agosto - Vladimir Fëdorov, calciatore sovietico (n. 1956)
- 11 agosto - Georgij Vasil'evič Florovskij, teologo russo (n. 1893)
- 11 agosto - Antonina Makarova, criminale di guerra russa (n. 1920)
- 12 agosto - Gilbert Cesbron, scrittore e filosofo francese (n. 1913)
- 12 agosto - Ernst Boris Chain, farmacologo e biochimico tedesco (n. 1906)
- 12 agosto - Alberto Mario Pucci, ingegnere, architetto e urbanista italiano (n. 1902)
- 13 agosto - John Bunn, allenatore di pallacanestro e dirigente sportivo statunitense (n. 1898)
- 13 agosto - Takehiko Fukunaga, poeta, traduttore e romanziere giapponese (n. 1918)
- 13 agosto - Carlo Izzo, critico letterario, anglista e traduttore italiano (n. 1901)
- 13 agosto - Johanna Martzy, violinista ungherese (n. 1924)
- 13 agosto - Wilhelm Oxenius, militare tedesco (n. 1912)
- 13 agosto - Renato Raccis, calciatore italiano (n. 1922)
- 14 agosto - Máximo Arnáiz, cestista spagnolo (n. 1907)
- 14 agosto - Georges Berthet, sciatore di pattuglia militare francese (n. 1903)
- 14 agosto - Michail Ogon'kov, calciatore sovietico (n. 1932)
- 15 agosto - Paul Bouque, missionario e vescovo cattolico francese (n. 1896)
- 15 agosto - Louis Eelen, ciclista su strada belga (n. 1904)
- 15 agosto - Pierre Ganne, presbitero, teologo e filosofo francese (n. 1904)
- 16 agosto - John Diefenbaker, politico canadese (n. 1895)
- 16 agosto - Lina Merlin, politica e insegnante italiana (n. 1887)
- 17 agosto - Angelo De Martini, pistard e ciclista su strada italiano (n. 1897)
- 17 agosto - Vivian Vance, attrice e cantante statunitense (n. 1909)
- 17 agosto - Alf Ross, filosofo danese (n. 1899)
- 17 agosto - Carmen Zanti, politica e partigiana italiana (n. 1923)
- 18 agosto - Eileen Bennett Whittingstall, tennista britannica (n. 1907)
- 19 agosto - Mary Millington, attrice pornografica, attivista e imprenditrice britannica (n. 1945)
- 19 agosto - Joel Teitelbaum, rabbino e mistico ungherese (n. 1887)
- 20 agosto - Gérald Cottier, cestista e dirigente sportivo svizzero (n. 1931)
- 21 agosto - Hugo Gamper, politico e avvocato italiano (n. 1934)
- 21 agosto - Stuart Heisler, regista e montatore statunitense (n. 1896)
- 21 agosto - Giuseppe Meazza, calciatore, allenatore di calcio e dirigente sportivo italiano (n. 1910)
- 21 agosto - Jack Milburn, allenatore di calcio e calciatore inglese (n. 1908)
- 22 agosto - Gianni Buffardi, produttore cinematografico, regista e sceneggiatore italiano (n. 1930)
- 22 agosto - James Thomas Farrell, scrittore statunitense (n. 1904)
- 22 agosto - Richard Simonton, imprenditore statunitense (n. 1915)
- 24 agosto - Bernt Evensen, pattinatore di velocità su ghiaccio norvegese (n. 1905)
- 24 agosto - Hanna Reitsch, aviatrice tedesca (n. 1912)
- 25 agosto - Karl-Heinrich Bodenschatz, ufficiale tedesco (n. 1890)
- 25 agosto - Stan Kenton, compositore, direttore d'orchestra e pianista statunitense (n. 1911)
- 25 agosto - Alberto Ruz Lhuillier, archeologo francese (n. 1906)
- 26 agosto - Piero Dallamano, giornalista, critico musicale e critico letterario italiano (n. 1911)
- 26 agosto - Alvin Karpis, criminale canadese (n. 1907)
- 26 agosto - Caddo Matthews, allenatore di pallacanestro statunitense (n. 1925)
- 26 agosto - Leslie Savage, nuotatore britannico (n. 1897)
- 26 agosto - Mika Waltari, scrittore, giornalista e poeta finlandese (n. 1908)
- 27 agosto - Carles Buïgas, architetto e ingegnere spagnolo (n. 1898)
- 27 agosto - Paul Coste-Floret, politico francese (n. 1911)
- 27 agosto - Aka Gündüz Kutbay, musicista turco (n. 1934)
- 27 agosto - Louis Mountbatten, politico, ammiraglio e nobile britannico (n. 1900)
- 28 agosto - Mathieu André, calciatore francese (n. 1909)
- 28 agosto - Calogero Di Bona, militare italiano (n. 1944)
- 28 agosto - Giacomo Pellegrini, politico e partigiano italiano (n. 1901)
- 28 agosto - Tat'jana Konstantinovna Romanova, principessa russa (n. 1890)
- 28 agosto - Konstantin Michajlovič Simonov, scrittore sovietico (n. 1915)
- 29 agosto - Marcel Portout, imprenditore francese (n. 1894)
- 29 agosto - Antonio Sicurezza, pittore italiano (n. 1905)
- 29 agosto - Masataka Taketsuru, imprenditore giapponese (n. 1894)
- 30 agosto - Jean Seberg, attrice statunitense (n. 1938)
- 31 agosto - Maria Accascina, storica dell'arte italiana (n. 1898)
- 31 agosto - Sally Rand, attrice e ballerina statunitense (n. 1904)

## Settembre(102)
- 1º settembre - Guido Della Bona, generale italiano (n. 1887)
- 1º settembre - Doris Kenyon, attrice statunitense (n. 1897)
- 1º settembre - Victor Lebrun, scrittore e attivista francese (n. 1882)
- 1º settembre - Emanuele Terrana, politico italiano (n. 1923)
- 2 settembre - Felix Aylmer, attore britannico (n. 1889)
- 2 settembre - Jacques Février, pianista francese (n. 1900)
- 3 settembre - John L. McMillan, politico statunitense (n. 1898)
- 3 settembre - Juan Pablo Pérez Alfonzo, diplomatico, politico e avvocato venezuelano (n. 1903)
- 4 settembre - Guy Bolton, librettista e scrittore inglese (n. 1884)
- 4 settembre - Francisco Gibert, pallanuotista spagnolo (n. 1900)
- 4 settembre - Anton Milkov, calciatore bulgaro (n. 1954)
- 4 settembre - Ernie Peppiatt, sollevatore britannico (n. 1917)
- 4 settembre - Jef van de Wiele, politico belga (n. 1903)
- 5 settembre - John Bradburne, missionario inglese (n. 1921)
- 5 settembre - Roman Ghirshman, archeologo e iranista francese (n. 1895)
- 5 settembre - Vito Sanzo, politico italiano (n. 1913)
- 5 settembre - Nat Simon, compositore, pianista e paroliere statunitense (n. 1900)
- 5 settembre - Hermann von Wissmann, geografo e esploratore austriaco (n. 1895)
- 5 settembre - Alberto di Jorio, cardinale e arcivescovo cattolico italiano (n. 1884)
- 6 settembre - Ronald Binge, compositore e arrangiatore britannico (n. 1910)
- 6 settembre - Haroldo Barbosa, compositore, comico e giornalista brasiliano (n. 1915)
- 6 settembre - Joachim Jeremias, teologo e orientalista tedesco (n. 1900)
- 7 settembre - Rita Hovink, cantante olandese (n. 1944)
- 7 settembre - I. A. Richards, critico letterario, scrittore e insegnante britannico (n. 1893)
- 8 settembre - Hilda di Lussemburgo, principessa lussemburghese (n. 1897)
- 8 settembre - Ugo Montemurro, generale italiano (n. 1891)
- 8 settembre - Vidoe Smilevski, politico jugoslavo (n. 1915)
- 8 settembre - Billy Taylor Jr., hockeista su ghiaccio canadese (n. 1942)
- 8 settembre - Mario Tozzi, pittore italiano (n. 1895)
- 9 settembre - Joseph Louis Aldée Desmarais, vescovo cattolico canadese (n. 1891)
- 9 settembre - André Meyer, banchiere francese (n. 1898)
- 10 settembre - Franklin Adreon, regista e produttore cinematografico statunitense (n. 1902)
- 10 settembre - Charles Fauvel, progettista e aviatore francese (n. 1904)
- 10 settembre - Agostinho Neto, politico e poeta angolano (n. 1922)
- 10 settembre - Federico Pezzullo, vescovo cattolico italiano (n. 1890)
- 10 settembre - Ādolfs Sīmanis, calciatore lettone (n. 1909)
- 10 settembre - Mahmud Taleghani, teologo iraniano (n. 1911)
- 11 settembre - Xanti Schawinsky, designer, fotografo e pittore svizzero (n. 1904)
- 12 settembre - Filadelfio Caroniti, funzionario e politico italiano (n. 1906)
- 12 settembre - Filippo Caruso, generale e partigiano italiano (n. 1884)
- 12 settembre - Les Clark, animatore e regista statunitense (n. 1907)
- 12 settembre - Joseph Frantz, militare e aviatore francese (n. 1890)
- 12 settembre - Jocelyne LaGarde, attrice francese (n. 1924)
- 12 settembre - François Masai, filologo e storico belga (n. 1909)
- 12 settembre - Aleksandr Veniaminovič Mačeret, regista cinematografico sovietico (n. 1896)
- 12 settembre - Josef Müller, politico tedesco (n. 1898)
- 13 settembre - Pengiran Anak Damit, regina bruneiana (n. 1924)
- 13 settembre - Gino de Giorgi, ammiraglio italiano (n. 1914)
- 14 settembre - Piero Gazzola, architetto e ingegnere italiano (n. 1908)
- 14 settembre - Pastora Imperio, ballerina, cantante e attrice spagnola (n. 1887)
- 14 settembre - Nur Mohammad Taraki, politico afghano (n. 1913)
- 15 settembre - Max Klausen, agente segreto tedesco (n. 1899)
- 15 settembre - Filippo Sgarlata, medaglista italiano (n. 1901)
- 15 settembre - Vincenzo Torraca, giornalista e impresario teatrale italiano (n. 1887)
- 16 settembre - Nat Hickey, cestista, giocatore di baseball e allenatore di pallacanestro statunitense (n. 1902)
- 16 settembre - Gio Ponti, architetto e designer italiano (n. 1891)
- 17 settembre - Günther Jachmann, filologo classico tedesco (n. 1887)
- 17 settembre - Arturo Schaerer, giornalista e imprenditore paraguaiano (n. 1907)
- 17 settembre - Mitsuru Yoshida, ufficiale e scrittore giapponese (n. 1923)
- 18 settembre - Jean Leflon, presbitero e storico francese (n. 1893)
- 19 settembre - Jerry Mullen, cestista statunitense (n. 1933)
- 20 settembre - Ismail Nasiruddin di Terengganu, sovrano malese
- 20 settembre - Emil Buchar, astronomo cecoslovacco (n. 1901)
- 20 settembre - Paul Dubov, attore e sceneggiatore statunitense (n. 1918)
- 20 settembre - Pierre Goldman, anarchico francese (n. 1944)
- 20 settembre - Ludvík Svoboda, generale e politico cecoslovacco (n. 1895)
- 22 settembre - Charles Ehresmann, matematico francese (n. 1905)
- 22 settembre - Otto Robert Frisch, fisico austriaco (n. 1904)
- 22 settembre - Abu l-A'la Maududi, teologo, politico e filosofo pakistano (n. 1903)
- 22 settembre - Robert du Parc, pittore e scultore italiano (n. 1889)
- 23 settembre - Vasif Biçaku, calciatore albanese (n. 1922)
- 24 settembre - Michelangelo Abbado, violinista italiano (n. 1900)
- 24 settembre - Vasco Bergamaschi, ciclista su strada e dirigente sportivo italiano (n. 1909)
- 24 settembre - Carl Laemmle Jr., produttore cinematografico statunitense (n. 1908)
- 24 settembre - Herman Lukoff, informatico statunitense (n. 1923)
- 24 settembre - Otto Semmelroth, presbitero e teologo tedesco (n. 1912)
- 24 settembre - Wim Tap, calciatore olandese (n. 1903)
- 25 settembre - Luigi Bacciconi, politico italiano (n. 1898)
- 25 settembre - Jurij Kovalëv, calciatore sovietico (n. 1934)
- 25 settembre - Lenin Mancuso, militare italiano (n. 1922)
- 25 settembre - Tapio Rautavaara, giavellottista, cantante e attore finlandese (n. 1915)
- 25 settembre - Cesare Terranova, politico e magistrato italiano (n. 1921)
- 26 settembre - Philippe Erulin, ufficiale francese (n. 1932)
- 26 settembre - Arthur Hunnicutt, attore statunitense (n. 1910)
- 26 settembre - Aleksandra L'vovna Tolstaja, attivista russa (n. 1884)
- 27 settembre - Johanna Eck, tedesca (n. 1888)
- 27 settembre - Gracie Fields, attrice, cantante e comica inglese (n. 1898)
- 27 settembre - Jimmy McCulloch, musicista e cantautore scozzese (n. 1953)
- 27 settembre - Rodolfo Melloni, dirigente sportivo italiano (n. 1914)
- 28 settembre - Catherine Hessling, attrice francese (n. 1900)
- 28 settembre - Angiolo Mazzoni, ingegnere e architetto italiano (n. 1894)
- 28 settembre - Lothar Wolleh, fotografo tedesco (n. 1930)
- 29 settembre - Luigi Buccico, giornalista e politico italiano (n. 1933)
- 29 settembre - Marino Carboni, politico e sindacalista italiano (n. 1933)
- 29 settembre - Alessio Coronini Cronberg, politico e nobiluomo italiano (n. 1899)
- 29 settembre - Francisco Macías Nguema, politico equatoguineano (n. 1924)
- 29 settembre - Ludwig Rex, attore tedesco (n. 1888)
- 29 settembre - Ester Toivonen, attrice e modella finlandese (n. 1914)
- 29 settembre - Ivan Aleksandrovič Vyšnegradskij, compositore russo (n. 1893)
- 30 settembre - Ewald Boisitz, pilota automobilistico austriaco (n. 1945)
- 30 settembre - Lloyd Leith, arbitro di pallacanestro e allenatore di pallacanestro statunitense (n. 1902)
- 30 settembre - Jaap Weber, calciatore olandese (n. 1901)

## Ottobre(113)
- 1º ottobre - Dorothy Arzner, regista, montatrice e sceneggiatrice statunitense (n. 1897)
- 1º ottobre - Lucie Chevalley, attivista francese (n. 1882)
- 1º ottobre - Preguinho, calciatore brasiliano (n. 1905)
- 2 ottobre - Gino Germani, sociologo italiano (n. 1911)
- 2 ottobre - Jean Jourlin, lottatore francese (n. 1904)
- 2 ottobre - Hannelore Schmatz, alpinista tedesca (n. 1940)
- 2 ottobre - Wei Heling, attore cinese (n. 1907)
- 3 ottobre - Giovanni Genucchi, scultore, pittore e intagliatore svizzero (n. 1904)
- 3 ottobre - Ferdinando Gerra, bibliografo, saggista e attore italiano (n. 1901)
- 3 ottobre - André Godinat, ciclista su strada francese (n. 1903)
- 3 ottobre - Claudia Jennings, modella e attrice statunitense (n. 1949)
- 3 ottobre - Nicos Poulantzas, sociologo e filosofo greco (n. 1936)
- 3 ottobre - Humberto Teixeira, compositore e politico brasiliano (n. 1915)
- 4 ottobre - Ted Fritsch, giocatore di football americano, cestista e giocatore di baseball statunitense (n. 1920)
- 4 ottobre - Ettore Lindner, politico italiano (n. 1907)
- 4 ottobre - Natwarsinhji Bhavsinhji, principe e crickettista indiano (n. 1901)
- 4 ottobre - Valentina Telegina, attrice sovietica (n. 1915)
- 5 ottobre - Luigi Bernardi, calciatore e allenatore di calcio italiano (n. 1907)
- 5 ottobre - Mihály Kincses, calciatore e allenatore di calcio ungherese (n. 1918)
- 5 ottobre - Ken Strong, giocatore di football americano statunitense (n. 1906)
- 6 ottobre - Renato Bacigalupo, nuotatore italiano (n. 1908)
- 6 ottobre - Elizabeth Bishop, poetessa e scrittrice statunitense (n. 1911)
- 6 ottobre - Paride Calonghi, attore italiano (n. 1939)
- 6 ottobre - Mario Musella, musicista e cantante italiano (n. 1945)
- 6 ottobre - Anastasios Orlandos, architetto e archeologo greco (n. 1887)
- 6 ottobre - Ľudmila Pajdušáková, astronoma slovacca (n. 1916)
- 7 ottobre - Giacinto Mondaini, pittore, disegnatore e illustratore italiano (n. 1903)
- 7 ottobre - Jerzy Petersburski, compositore polacco (n. 1895)
- 8 ottobre - Emmaline Henry, attrice statunitense (n. 1928)
- 8 ottobre - David Izenzon, contrabbassista statunitense (n. 1932)
- 8 ottobre - Antonio Musu, regista, produttore cinematografico e sceneggiatore italiano (n. 1916)
- 9 ottobre - Raniero Alliata di Pietratagliata, nobile, esoterista e entomologo italiano (n. 1897)
- 9 ottobre - Jesús Alonso Fernández, calciatore spagnolo (n. 1917)
- 9 ottobre - Iknadios Bedros XVI Batanian, patriarca cattolico armeno (n. 1899)
- 9 ottobre - Henri Collomb, psichiatra, medico e neurologo francese (n. 1913)
- 9 ottobre - Luigi Dal Pane, storico italiano (n. 1903)
- 9 ottobre - Louis Diage, scenografo statunitense (n. 1905)
- 9 ottobre - John Frost, ingegnere aeronautico britannico (n. 1915)
- 9 ottobre - Ernie Harper, maratoneta e mezzofondista britannico (n. 1902)
- 9 ottobre - Raffaele Russo, militare italiano (n. 1941)
- 10 ottobre - Heinrich Behnke, matematico tedesco (n. 1898)
- 10 ottobre - Guido Fanconi, pediatra svizzero (n. 1892)
- 10 ottobre - Fred Graham, attore e stuntman statunitense (n. 1908)
- 10 ottobre - Daniel McDonald, lottatore e nuotatore canadese (n. 1908)
- 10 ottobre - Paul Paray, direttore d'orchestra e compositore francese (n. 1886)
- 11 ottobre - Giuseppe Marchetti Longhi, archeologo italiano (n. 1884)
- 11 ottobre - Andrej Andreevič Markov, matematico sovietico (n. 1903)
- 12 ottobre - Giovanni Acci, pittore italiano (n. 1910)
- 12 ottobre - Bitti Bergamo, tennista e imprenditore italiano (n. 1930)
- 12 ottobre - Katharine Burr Blodgett, fisica statunitense (n. 1898)
- 12 ottobre - Mauro Carella, insegnante italiano (n. 1888)
- 12 ottobre - Celia Lovsky, attrice austriaca (n. 1897)
- 12 ottobre - Waloddi Weibull, ingegnere e statistico svedese (n. 1887)
- 13 ottobre - Rebecca Clarke, violista e compositrice inglese (n. 1886)
- 13 ottobre - Archibald Roosevelt, ufficiale statunitense (n. 1894)
- 13 ottobre - Giovanni Sansone, matematico italiano (n. 1888)
- 14 ottobre - Onorato Damen, politico italiano (n. 1893)
- 15 ottobre - Gus Cannon, suonatore di banjo statunitense (n. 1883)
- 15 ottobre - Jacob Devers, generale statunitense (n. 1887)
- 16 ottobre - Johan Borgen, scrittore, giornalista e critico letterario norvegese (n. 1902)
- 16 ottobre - Harry Bracci Torsi, imprenditore italiano
- 16 ottobre - Vincent Flemmi, mafioso statunitense (n. 1935)
- 16 ottobre - Pauline Pô, modella e attrice francese (n. 1904)
- 16 ottobre - Michele Valori, urbanista e architetto italiano (n. 1923)
- 17 ottobre - Pierre Bernac, baritono francese (n. 1899)
- 17 ottobre - Lil Milagro Ramírez, attivista e poetessa salvadoregna (n. 1946)
- 17 ottobre - John Stuart, attore scozzese (n. 1898)
- 17 ottobre - Robert Vernay, regista e sceneggiatore francese (n. 1907)
- 18 ottobre - Virgilio Piñera, scrittore, poeta e drammaturgo cubano (n. 1912)
- 19 ottobre - Emanuele Boltri, calciatore italiano (n. 1906)
- 19 ottobre - Giuseppe Lupis, giornalista e politico italiano (n. 1896)
- 19 ottobre - Alexander Wyclif Reed, scrittore australiano (n. 1908)
- 20 ottobre - Luigi Capuano, regista e sceneggiatore italiano (n. 1904)
- 20 ottobre - Marcel Quertinmont, ciclista su strada belga (n. 1919)
- 21 ottobre - Juan Aguilera, calciatore cileno (n. 1903)
- 21 ottobre - Eduardo González Valiño, calciatore spagnolo (n. 1911)
- 21 ottobre - Beatrice Hicks, ingegnere statunitense (n. 1919)
- 21 ottobre - Jock Thomson, calciatore e allenatore di calcio scozzese (n. 1906)
- 22 ottobre - Reinhold Baer, matematico tedesco (n. 1902)
- 22 ottobre - Nadia Boulanger, direttrice d'orchestra, organista e compositrice francese (n. 1887)
- 23 ottobre - Carlo Abarth, imprenditore austriaco (n. 1908)
- 23 ottobre - Antonio Caggiano, cardinale e arcivescovo cattolico argentino (n. 1889)
- 23 ottobre - Hans Kinzl, geografo, esploratore e alpinista austriaco (n. 1899)
- 23 ottobre - Clarence Newton, pugile canadese (n. 1899)
- 24 ottobre - Francesco Berardi, brigatista italiano (n. 1929)
- 24 ottobre - S. Corinna Bille, poetessa e scrittrice svizzera (n. 1912)
- 24 ottobre - Giovanni Maria Cornaggia Medici, avvocato e politico italiano (n. 1899)
- 24 ottobre - Luigi Emery, giornalista e traduttore italiano (n. 1893)
- 24 ottobre - Virgilio Failla, giornalista, partigiano e politico italiano (n. 1921)
- 24 ottobre - Hermann Arthur Jahn, fisico inglese (n. 1907)
- 24 ottobre - Fernando Soler, attore, regista e produttore cinematografico messicano (n. 1896)
- 25 ottobre - Maphevu Dlamini, politico swati (n. 1922)
- 25 ottobre - Philip Matante, politico botswano (n. 1912)
- 25 ottobre - Rodolfo Salvagiani, partigiano e politico italiano (n. 1897)
- 25 ottobre - Gerald Templer, militare britannico (n. 1898)
- 26 ottobre - Park Chung-hee, politico e generale sudcoreano (n. 1917)
- 27 ottobre - Bartolomeo Bolla, politico italiano (n. 1896)
- 27 ottobre - Charles Coughlin, presbitero statunitense (n. 1891)
- 27 ottobre - Antonio Franzil, carpentiere e funzionario italiano (n. 1897)
- 27 ottobre - Arnaldo Leonzio, allenatore di calcio e calciatore italiano (n. 1924)
- 27 ottobre - Germaine Lubin, soprano francese (n. 1890)
- 27 ottobre - Gregory Mangin, tennista statunitense (n. 1907)
- 28 ottobre - Joseph Henri Guiguet, aviatore e militare francese (n. 1891)
- 29 ottobre - Bruno Bianchi, calciatore italiano (n. 1910)
- 29 ottobre - Antonino Uccello, antropologo e poeta italiano (n. 1922)
- 30 ottobre - Rachele Guidi, italiana (n. 1890)
- 30 ottobre - Carmine Mancinelli, politico italiano (n. 1889)
- 30 ottobre - Mickey McBan, attore statunitense (n. 1919)
- 30 ottobre - Barnes Wallis, ingegnere e scienziato britannico (n. 1887)
- 31 ottobre - Edvin Adolphson, attore e regista svedese (n. 1893)
- 31 ottobre - Louis Bloquel, calciatore francese (n. 1901)
- 31 ottobre - Zoe Fontana, stilista e imprenditrice italiana (n. 1911)
- 31 ottobre - Rudolf Kock, calciatore svedese (n. 1901)

## Novembre(96)
- 1º novembre - Mamie Eisenhower, first lady statunitense (n. 1896)
- 1º novembre - Albert Préjean, attore francese (n. 1894)
- 1º novembre - Dominique Rustichelli, calciatore francese (n. 1934)
- 1º novembre - Saro Urzì, attore italiano (n. 1913)
- 2 novembre - Jacques Mesrine, criminale francese (n. 1936)
- 3 novembre - Raffaele Bendandi, pseudoscienziato italiano (n. 1893)
- 3 novembre - Paolo Carlini, attore italiano (n. 1922)
- 4 novembre - János Dudás, calciatore ungherese (n. 1911)
- 4 novembre - Jurij Krylov, hockeista su ghiaccio sovietico (n. 1930)
- 4 novembre - Enrico Longinotti, imprenditore e dirigente sportivo italiano (n. 1912)
- 4 novembre - Paolo Suraci, politico italiano (n. 1897)
- 5 novembre - Al Capp, fumettista statunitense (n. 1909)
- 5 novembre - Amedeo Nazzari, attore italiano (n. 1907)
- 5 novembre - Lisa Regnell, tuffatrice svedese (n. 1887)
- 5 novembre - Jean Rigal, allenatore di calcio e calciatore francese (n. 1890)
- 5 novembre - Zaki Selim, cestista egiziano (n. 1926)
- 6 novembre - Luis Mayanés, calciatore cileno (n. 1925)
- 6 novembre - Cecil Purdy, scacchista australiano (n. 1906)
- 6 novembre - Alberto Rossi Longhi, diplomatico italiano (n. 1895)
- 7 novembre - Harald Gundersen, calciatore norvegese (n. 1905)
- 8 novembre - Wilfred Bion, psicoanalista britannico (n. 1897)
- 8 novembre - Giovanni Girgenti, scrittore e drammaturgo italiano (n. 1897)
- 8 novembre - Rudolf Rominger, sciatore alpino svizzero (n. 1908)
- 8 novembre - Aristide Sartor, canottiere italiano (n. 1923)
- 8 novembre - Yvonne de Gaulle, first lady francese (n. 1900)
- 9 novembre - Lewis Charles, attore statunitense (n. 1920)
- 10 novembre - Giovanni Bellissima, carabiniere italiano (n. 1955)
- 10 novembre - Salvatore Bologna, carabiniere italiano (n. 1938)
- 10 novembre - Amina Pirani Maggi, attrice italiana (n. 1892)
- 10 novembre - Domenico Marrara, carabiniere italiano (n. 1929)
- 10 novembre - Friedrich Torberg, scrittore e traduttore austriaco (n. 1908)
- 11 novembre - Charles Humez, pugile francese (n. 1927)
- 11 novembre - Álvaro Ribeiro, atleta brasiliano (n. 1901)
- 11 novembre - Dimitri Tiomkin, musicista, pianista e compositore russo (n. 1894)
- 11 novembre - Giuseppe Zwirner, matematico e antifascista italiano (n. 1904)
- 12 novembre - Gavriil Nikolaevič Veresov, scacchista sovietico (n. 1912)
- 13 novembre - Josef Altstötter, funzionario tedesco (n. 1892)
- 13 novembre - Freda Betti, mezzosoprano francese (n. 1924)
- 13 novembre - Moose Goheen, hockeista su ghiaccio statunitense (n. 1894)
- 13 novembre - Alejandro González Roig, cestista e allenatore di pallacanestro uruguaiano (n. 1907)
- 13 novembre - Erminio Sertorelli, fondista italiano (n. 1901)
- 13 novembre - Frank Wallace, calciatore statunitense (n. 1922)
- 14 novembre - Bernardo Loddo, virologo italiano (n. 1926)
- 14 novembre - Ugo Matania, artista, illustratore e giornalista italiano (n. 1888)
- 15 novembre - Umberto Morucchio, drammaturgo e scrittore italiano (n. 1893)
- 15 novembre - Hugo Vondřejc, pallanuotista cecoslovacco (n. 1910)
- 16 novembre - Nicola Basile, politico e scrittore italiano (n. 1883)
- 16 novembre - Giuseppe Valentini, presbitero, missionario e storico italiano (n. 1900)
- 17 novembre - Mario Balistreri, mafioso statunitense (n. 1901)
- 17 novembre - Anders Ek, attore svedese (n. 1916)
- 17 novembre - Sixto Escobar, pugile portoricano (n. 1913)
- 17 novembre - John Glascock, bassista britannico (n. 1951)
- 17 novembre - Immanuil Velikovskij, psicologo, sociologo e scrittore sovietico (n. 1895)
- 18 novembre - Grace Frick, traduttrice statunitense (n. 1903)
- 18 novembre - Pio Roberto Mazza, calciatore italiano (n. 1906)
- 19 novembre - Dorothy Burlingham, psicoanalista statunitense (n. 1891)
- 19 novembre - Paulo Ghiglia, pittore italiano (n. 1905)
- 19 novembre - Francis Rose, pittore inglese (n. 1909)
- 19 novembre - Jean Snella, allenatore di calcio e calciatore francese (n. 1914)
- 19 novembre - Étienne Souriau, filosofo francese (n. 1892)
- 20 novembre - Achille Corona, politico e giornalista italiano (n. 1914)
- 21 novembre - Maurizio Arena, attore, regista e sceneggiatore italiano (n. 1933)
- 21 novembre - Vittorio Battaglini, carabiniere italiano (n. 1935)
- 21 novembre - Mario Tosa, carabiniere italiano (n. 1953)
- 22 novembre - Frans de Bruijn Kops, calciatore olandese (n. 1886)
- 22 novembre - Giuseppe Miroglio, imprenditore italiano (n. 1886)
- 22 novembre - Josef Oberhauser, ufficiale e criminale di guerra tedesco (n. 1915)
- 22 novembre - Eugenio Prati, scultore e pittore italiano (n. 1889)
- 22 novembre - Tito A. Spagnol, scrittore, giornalista e regista italiano (n. 1895)
- 23 novembre - Eugene Gire, fumettista, sceneggiatore e illustratore francese (n. 1906)
- 23 novembre - Salvatore Maresca, calciatore italiano (n. 1908)
- 23 novembre - Aurelio Menegazzi, ciclista su strada e pistard italiano (n. 1900)
- 23 novembre - Merle Oberon, attrice britannica (n. 1911)
- 23 novembre - Romolo Raschi, ingegnere e politico italiano (n. 1887)
- 23 novembre - Judee Sill, cantautrice statunitense (n. 1944)
- 24 novembre - Reg Armstrong, pilota motociclistico irlandese (n. 1928)
- 24 novembre - Jean Mohamed Ben Abdejlil, orientalista e islamista marocchino (n. 1904)
- 24 novembre - Jo Eshuijs, calciatore olandese (n. 1885)
- 24 novembre - Ralph Greenson, psichiatra e psicoanalista statunitense (n. 1911)
- 24 novembre - Amadeo Ibáñez, calciatore e allenatore di calcio spagnolo (n. 1916)
- 24 novembre - Giovanni Perni, avvocato e politico italiano (n. 1894)
- 25 novembre - Reo Fortune, antropologo neozelandese (n. 1903)
- 25 novembre - Hermann Gehri, lottatore svizzero (n. 1899)
- 26 novembre - Marcel L'Herbier, regista, poeta e musicista francese (n. 1888)
- 27 novembre - Begum Jahan Shah Nawaz Ara, politica e attivista pakistana (n. 1896)
- 27 novembre - Jerome Cavanagh, politico statunitense (n. 1928)
- 27 novembre - Walter Dietrich, calciatore e allenatore di calcio svizzero (n. 1902)
- 27 novembre - Francesco Menzio, pittore italiano (n. 1899)
- 27 novembre - Domenico Taverna, poliziotto italiano (n. 1921)
- 28 novembre - Giuseppe Sordini, musicista italiano (n. 1899)
- 29 novembre - Otello Marilli, politico italiano (n. 1915)
- 29 novembre - Zeppo Marx, attore, comico e imprenditore statunitense (n. 1901)
- 30 novembre - Gabrielle Dorziat, attrice francese (n. 1880)
- 30 novembre - Dick Huemer, animatore, regista e sceneggiatore statunitense (n. 1898)
- 30 novembre - Pedro Lazaga, regista e sceneggiatore spagnolo (n. 1918)
- 30 novembre - Vincenzo Poletti, presbitero, antifascista e saggista italiano (n. 1906)

## Dicembre(110)
- 1º dicembre - Max Jacobson, medico tedesco (n. 1900)
- 1º dicembre - Lajos Maszlay, schermidore ungherese (n. 1903)
- 1º dicembre - Muhammad Abdel Moneim, principe egiziano (n. 1899)
- 1º dicembre - Clyde Swendsen, tuffatore, pallanuotista e allenatore di pallanuoto statunitense (n. 1895)
- 2 dicembre - Dušan Petković, calciatore jugoslavo (n. 1903)
- 2 dicembre - Jan Pijnenburg, pistard olandese (n. 1906)
- 3 dicembre - Dhyan Chand, hockeista su prato indiano (n. 1905)
- 3 dicembre - Domenico Javarone, giornalista e scrittore italiano (n. 1913)
- 3 dicembre - Alighiero Noschese, imitatore, attore e comico italiano (n. 1932)
- 3 dicembre - Rutilio Robusti, politico italiano (n. 1893)
- 3 dicembre - Hans Rohde, calciatore tedesco (n. 1914)
- 4 dicembre - Maurice Dorléac, attore francese (n. 1901)
- 4 dicembre - Liam Gogan, poeta irlandese (n. 1891)
- 4 dicembre - Robert Karnes, attore statunitense (n. 1917)
- 4 dicembre - Walther Müller, fisico tedesco (n. 1905)
- 5 dicembre - Sonia Terk Delaunay, pittrice ucraina (n. 1885)
- 5 dicembre - Rosaleen Norton, artista australiana (n. 1917)
- 5 dicembre - Mario Riccio, politico e avvocato italiano (n. 1898)
- 5 dicembre - Lesley Selander, regista statunitense (n. 1900)
- 5 dicembre - Harry Worrall, calciatore inglese (n. 1918)
- 7 dicembre - Nicolas Born, scrittore e poeta tedesco (n. 1937)
- 7 dicembre - Cecilia Payne Gaposchkin, astrofisica britannica (n. 1900)
- 7 dicembre - Eddie Gottlieb, cestista, allenatore di pallacanestro e dirigente sportivo statunitense (n. 1898)
- 7 dicembre - Ernesto Sandroni, calciatore italiano (n. 1920)
- 7 dicembre - Shahriar Shafiq, militare iraniano (n. 1945)
- 7 dicembre - Caterina Tufarelli Palumbo, politica italiana (n. 1922)
- 8 dicembre - Giorgio Valerio, dirigente d'azienda italiano (n. 1904)
- 9 dicembre - Hjalmar Johansen, ginnasta danese (n. 1892)
- 9 dicembre - James Neilson, regista, impresario teatrale e fotografo statunitense (n. 1909)
- 9 dicembre - Franco Orgera, pentatleta italiano (n. 1908)
- 9 dicembre - Camillo Pellizzi, saggista, sociologo e politologo italiano (n. 1896)
- 9 dicembre - Fulton John Sheen, arcivescovo cattolico, scrittore e teologo statunitense (n. 1895)
- 9 dicembre - Friedrich Stahl, generale tedesco (n. 1889)
- 10 dicembre - Rossana Beccari, cantante italiana (n. 1927)
- 10 dicembre - Ann Dvorak, attrice statunitense (n. 1911)
- 10 dicembre - Serafino Ferruzzi, imprenditore italiano (n. 1908)
- 10 dicembre - Gyula Wilhelm, calciatore ungherese (n. 1901)
- 11 dicembre - James Gibson, psicologo statunitense (n. 1904)
- 11 dicembre - Carlo Schmid, giurista e politico tedesco (n. 1896)
- 11 dicembre - Nicolae Simatoc, calciatore e allenatore di calcio romeno (n. 1920)
- 11 dicembre - Giuseppe Tonna, scrittore, traduttore e docente italiano (n. 1920)
- 12 dicembre - Elka de Levie, ginnasta olandese (n. 1905)
- 12 dicembre - Charlotte Radcliffe, nuotatrice britannica (n. 1903)
- 13 dicembre - Alfred Bengsch, cardinale e arcivescovo cattolico tedesco (n. 1921)
- 13 dicembre - Thomas Braut, attore e doppiatore tedesco (n. 1930)
- 13 dicembre - Jon Hall, attore statunitense (n. 1915)
- 13 dicembre - Džems Raudziņš, cestista lettone (n. 1910)
- 14 dicembre - Emil Belluš, architetto slovacco (n. 1899)
- 14 dicembre - Friedrich Ebert, politico tedesco (n. 1894)
- 14 dicembre - Václav Havel, canoista cecoslovacco (n. 1920)
- 14 dicembre - Riccardo Lombardi, predicatore e religioso italiano (n. 1908)
- 14 dicembre - Charles McBurney, archeologo statunitense (n. 1914)
- 14 dicembre - Eberhard Rodt, generale tedesco (n. 1895)
- 15 dicembre - Jackie Brenston, cantante e sassofonista statunitense (n. 1930)
- 15 dicembre - Gigi Cichellero, compositore e direttore d'orchestra italiano (n. 1923)
- 15 dicembre - Ethel Lackie, nuotatrice statunitense (n. 1907)
- 15 dicembre - Piero Pieri, storico italiano (n. 1893)
- 16 dicembre - Ladislav Hlad, vescovo cattolico cecoslovacco (n. 1908)
- 16 dicembre - Sergio Marchi, calciatore italiano (n. 1920)
- 16 dicembre - Vagif Mustafazadeh, compositore e pianista azero (n. 1940)
- 17 dicembre - Salvatore La Marca, politico italiano (n. 1921)
- 18 dicembre - Franz Suchomel, militare tedesco (n. 1907)
- 18 dicembre - Giuseppe Siro Trezzini, politico italiano (n. 1925)
- 19 dicembre - Mara Carisi, modella e attrice italiana (n. 1919)
- 19 dicembre - Guido Cristini, giudice, politico e faccendiere italiano (n. 1895)
- 19 dicembre - François Fontan, politico e linguista francese (n. 1929)
- 19 dicembre - Claus Juell, velista norvegese (n. 1902)
- 19 dicembre - Predrag Marković, calciatore jugoslavo (n. 1930)
- 20 dicembre - Italo Cremona, pittore, scenografo e costumista italiano (n. 1905)
- 20 dicembre - John Norton, ostacolista statunitense (n. 1893)
- 21 dicembre - Ermindo Onega, calciatore argentino (n. 1940)
- 21 dicembre - Nino Pavese, attore e doppiatore italiano (n. 1904)
- 22 dicembre - Ferruccio Hellmann, ingegnere e dirigente sportivo italiano (n. 1899)
- 22 dicembre - Luigi Oggioni, magistrato italiano (n. 1892)
- 22 dicembre - George Pollock, regista inglese (n. 1907)
- 22 dicembre - Darryl F. Zanuck, produttore cinematografico statunitense (n. 1902)
- 23 dicembre - Peggy Guggenheim, collezionista d'arte e mecenate statunitense (n. 1898)
- 23 dicembre - Ernest B. Schoedsack, regista, sceneggiatore e produttore cinematografico statunitense (n. 1893)
- 23 dicembre - Dirk Stikker, diplomatico olandese (n. 1897)
- 24 dicembre - Renato Chiantoni, attore italiano (n. 1906)
- 24 dicembre - Rudi Dutschke, sociologo e attivista tedesco (n. 1940)
- 24 dicembre - William Holder Zachariasen, fisico norvegese (n. 1906)
- 25 dicembre - Joan Blondell, attrice statunitense (n. 1906)
- 25 dicembre - Lee Bowman, attore statunitense (n. 1914)
- 25 dicembre - Michael Collins, attore britannico (n. 1922)
- 25 dicembre - Mario Filippeschi, tenore italiano (n. 1907)
- 26 dicembre - Leo Arnštam, regista e sceneggiatore sovietico (n. 1905)
- 26 dicembre - Francantonio Biaggi, politico italiano (n. 1899)
- 26 dicembre - Anna Caroli, attrice teatrale e attrice cinematografica italiana (n. 1913)
- 26 dicembre - Bruno Cordati, pittore italiano (n. 1890)
- 26 dicembre - John Cromwell, regista, attore e impresario teatrale statunitense (n. 1886)
- 26 dicembre - Helmut Hasse, matematico tedesco (n. 1898)
- 26 dicembre - Karl Manitius, medievista tedesco (n. 1899)
- 26 dicembre - Guido Martellotti, filologo italiano (n. 1905)
- 26 dicembre - Hans-Georg Pflaum, storico tedesco (n. 1902)
- 26 dicembre - Vladimir Safronov, pugile sovietico (n. 1934)
- 27 dicembre - Hafizullah Amin, politico afghano (n. 1929)
- 27 dicembre - Bernard Bijvoet, architetto olandese (n. 1889)
- 27 dicembre - Francesco De Zulian, fondista italiano (n. 1908)
- 27 dicembre - Cesare Presca, calciatore italiano (n. 1921)
- 28 dicembre - Samuele Andreucci, politico italiano (n. 1916)
- 28 dicembre - Jurij Tolubeev, attore sovietico (n. 1906)
- 29 dicembre - F. Edward Hébert, politico e giornalista statunitense (n. 1901)
- 30 dicembre - Richard Rodgers, musicista, compositore e paroliere statunitense (n. 1902)
- 31 dicembre - Giuseppe De Marchi, calciatore italiano (n. 1916)
- 31 dicembre - Luisa Gallotti Balboni, politica italiana (n. 1913)
- 31 dicembre - Luis Induni, attore italiano (n. 1920)
- 31 dicembre - Giacomo Perticone, giurista e storico italiano (n. 1892)
- 31 dicembre - Viktoria Savs, militare austriaca (n. 1899)
- 31 dicembre - Ethel Smith, velocista canadese (n. 1907)

## Senza giorno specificato(82)
- Adile Hanimsultan, principessa ottomana (n. 1900)
- Viorica Agarici, infermiera rumena (n. 1886)
- Emiliano Aguado, saggista e drammaturgo spagnolo (n. 1907)
- Óscar Aguilera, calciatore paraguaiano (n. 1935)
- Lis Ahlmann, designer danese (n. 1894)
- Antonio Alberghini, scultore italiano (n. 1888)
- Italo Alfaro, regista e sceneggiatore italiano (n. 1928)
- Fabio Allegreni, ingegnere e politico italiano (n. 1892)
- Leif Erland Andersson, astronomo svedese (n. 1944)
- Bruno Balbis, bibliotecario italiano (n. 1911)
- Ennio Barberini, politico e militare italiano (n. 1897)
- Sante Bartolai, partigiano e presbitero statunitense (n. 1917)
- Enrico Bassano, commediografo, critico teatrale e giornalista italiano (n. 1899)
- Cirillo Bertazzoli, pittore italiano (n. 1902)
- Richard Bird, attore e regista inglese (n. 1895)
- Chester Ittner Bliss, statistico statunitense (n. 1899)
- Leo Britt, attore inglese (n. 1908)
- Vladimiro Cajoli, scrittore, giornalista e saggista italiano (n. 1911)
- Paolo Canali, doppiatore e politico britannico (n. 1911)
- Livio Castiglioni, architetto e designer italiano (n. 1911)
- Arthur Reginald Chater, generale inglese (n. 1896)
- Pasquale Columbro, politico italiano (n. 1920)
- Ottavio Cornaggia Castiglioni, archeologo e museologo italiano (n. 1907)
- Cram, compositore e paroliere italiano (n. 1905)
- Emanuele Di Giovanni, pittore italiano (n. 1887)
- Ali El-Said, calciatore egiziano (n. 1908)
- Antonio Enzi, sciatore alpino e allenatore di sci alpino italiano (n. 1948)
- Max Eschle, illustratore tedesco (n. 1890)
- Egons Feldbergs, calciatore lettone (n. 1902)
- Celso Emilio Ferreiro, poeta spagnolo (n. 1914)
- Julius Futterman, ingegnere e inventore statunitense
- Jaime González Ortiz, calciatore colombiano (n. 1938)
- Sof'ja Goslavskaja, attrice russa (n. 1890)
- Madeleine Grey, cantante e soprano francese (n. 1896)
- Didier Groffier, pittore belga (n. 1912)
- Ivon Hitchens, pittore britannico (n. 1893)
- Anton Hofer, designer austriaco (n. 1888)
- Martin Krugman, criminale statunitense (n. 1919)
- Antonio Lara, musicista italiano (n. 1886)
- William Lehman, calciatore statunitense (n. 1901)
- Antonio Lezza, giornalista italiano (n. 1895)
- Lamberto Lippi, calciatore italiano (n. 1915)
- Silvia Forti Lombroso, scrittrice e superstite dell'Olocausto italiana (n. 1889)
- Giuseppe Mainardi, calciatore e allenatore di calcio italiano (n. 1919)
- June Mansfield, danzatrice statunitense (n. 1902)
- Luigi Manzoni, poeta e imprenditore italiano (n. 1892)
- Giovanni Mariga, anarchico e partigiano italiano (n. 1899)
- Antonio Marzullo, latinista e traduttore italiano (n. 1898)
- Luigi Menardi, alpinista italiano (n. 1925)
- Pantelis Michanikos, poeta cipriota (n. 1926)
- Zygmunt Muchniewski, politico polacco (n. 1896)
- Paul Nelson, architetto francese (n. 1895)
- Francesco Paolo Nitti, storico e ufficiale italiano (n. 1914)
- Marie Nordstrom, attrice statunitense (n. 1886)
- Orazi, pittore francese (n. 1906)
- Augusto Panighi, progettista e architetto italiano (n. 1908)
- Sergio Penazzi, fagottista e direttore d'orchestra italiano (n. 1934)
- Alexandru A. Philippide, scrittore rumeno (n. 1900)
- Vittorio Picelli, sindacalista italiano (n. 1893)
- Ermanno Pittigliani, pittore, incisore e scultore italiano (n. 1907)
- Daniele Ponchiroli, curatore editoriale, scrittore e filologo italiano (n. 1924)
- Francesco Puddu, pittore italiano
- Violet Richardson Ward, docente statunitense (n. 1888)
- Rodgers e Hammerstein, compositore statunitense (n. 1902)
- Emil Rupp, fisico tedesco (n. 1898)
- Alfredo Di Romagna, pittore italiano (n. 1913)
- Isacco Sciaky, filosofo greco (n. 1896)
- Daniele Serra, tenore italiano (n. 1886)
- Antonio Servadei, entomologo italiano (n. 1908)
- John Gordon Skellam, statistico britannico (n. 1914)
- Ivo Soli, scultore italiano (n. 1898)
- Eitarō Suzuki, lottatore giapponese (n. 1899)
- Guglielmo Tagliacarne, statistico italiano (n. 1893)
- Mario Vellani Marchi, pittore italiano (n. 1895)
- Richard Vogt, ingegnere aeronautico tedesco (n. 1894)
- Elven Webb, scenografo statunitense (n. 1910)
- Jack Weddle, allenatore di calcio e calciatore inglese (n. 1905)
- René Willien, fotografo, alpinista e scrittore italiano (n. 1916)
- Italo Zingarelli, giornalista italiano (n. 1891)
- Giuseppe de Blasio, giornalista italiano (n. 1892)
- Franco de Gironcoli, medico e poeta italiano (n. 1892)
- Juana de J. Sarmiento, politica e attivista colombiana (n. 1899)